# Droit du Proche-Orient ancien

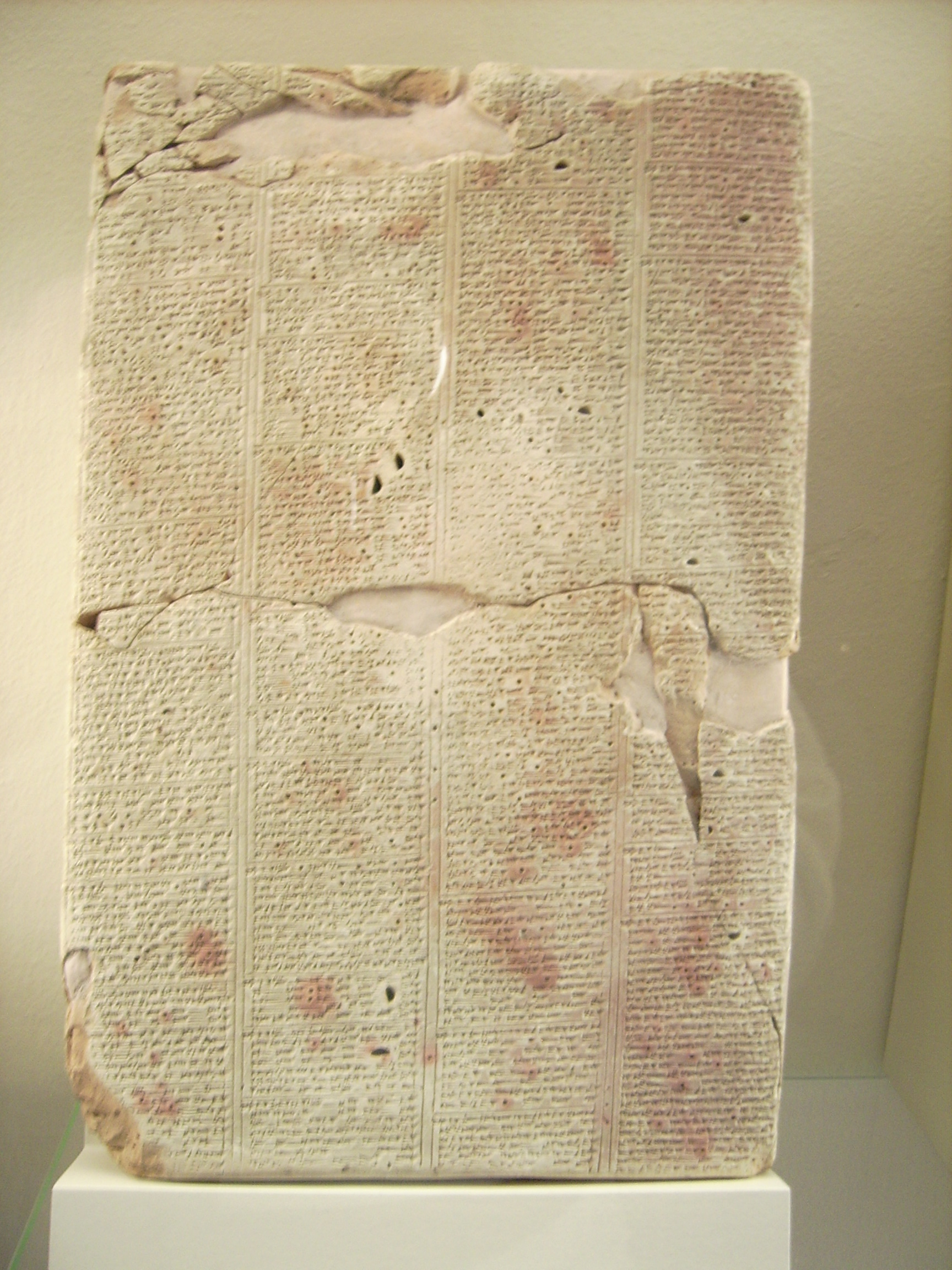
Tablette A des Lois assyriennes, Pergamon Museum.

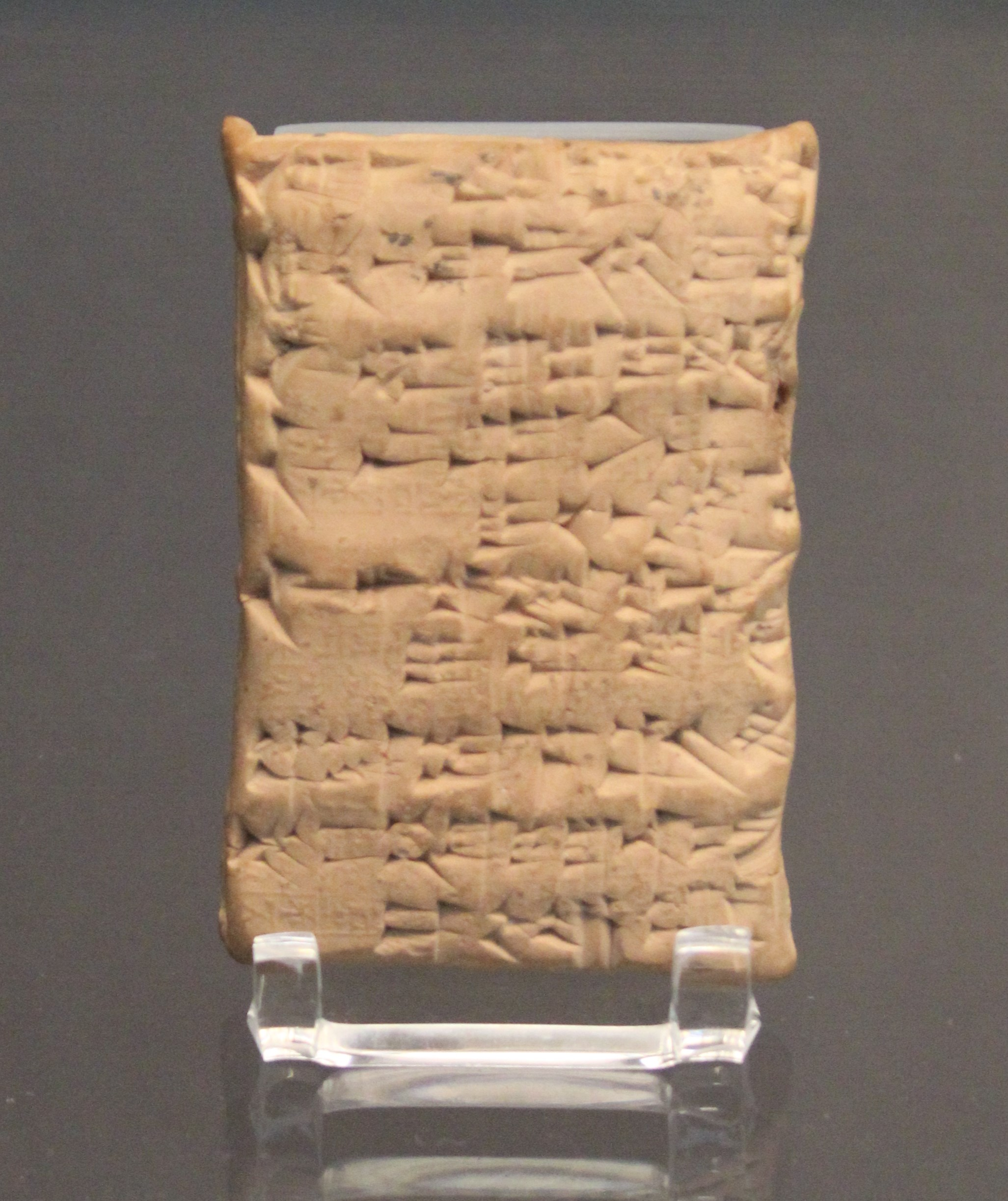
Contrat pour une expédition marchande, Tell Sifr (ancienne Kutalla), v. 1745 av. J.-C. British Museum.

Le droit du Proche-Orient ancien concerne l'ensemble des principes et pratiques juridiques et judiciaires des civilisations du Proche-Orient ancien (Mésopotamie, Élam, Syrie, Hittites, Canaan et Israël antique). Il est principalement documenté par des textes en écriture cunéiforme, et on parle parfois à ce propos de « droits cunéiformes ». Il s'agit de la plus ancienne documentation juridique connue, qui fournit donc des informations sur les plus anciennes formes de droit connues. Les textes juridiques de la Bible hébraïque sont aussi inclus dans ce domaine, car ils puisent leurs racines dans cette tradition juridique.
Les milliers de textes connus fournissent un grand nombre d'informations sur les formes que prennent les droits du Proche-Orient ancien. Ils se divisent entre des documents privés, de loin les plus nombreux, tels que des contrats de vente, de location, de prêt, de mariage, d'héritage, etc., aussi des actes de procès, et des documents officiels tels que des édits royaux, des traités internationaux et des recueils de lois, le mieux connu étant le Code de Hammurabi (v. 1750 av. J.-C.). Cet ensemble de source permet d'aborder divers domaines du droit : droit des personnes, de la famille, des propriétés, des obligations, des affaires, droit pénal, droit international.
Le domaine étudié est très vaste : les textes se répartissent sur une période allant d'environ 2600 av. J.-C. aux derniers siècles avant notre ère, mais de manière inégale puisque certaines périodes sont très bien documentées tandis que d'autres ne le sont quasiment pas. En raison de l'ampleur de la chronologie et de l'espace couvert, ce sont plusieurs systèmes juridiques qui sont documentés. La comparaison de ces différentes traditions a permis aux historiens du droit de mettre en évidence un fonds commun, voire des échanges et emprunts, mais aussi des spécificités selon les lieux et les époques. La comparaison de ces différentes traditions a permis aux historiens du droit de mettre en évidence un fonds commun, voire des échanges et emprunts, mais aussi des spécificités selon les lieux et les époques.
La source principale du droit est la coutume, qui échappe en grande partie à la sphère de l'écrit, et d'une manière générale l'oral a une importance plus grande que l'écrit, ce qui fait que des pans importants du droit sont absents des sources qui nous sont parvenues. Quelques lois royales sont aussi des sources du droit, en revanche il est généralement considéré que les recueils de lois de ces périodes n'en sont pas (c'est discuté). Les attestations d'une forme de jurisprudence et d'une doctrine juridique sont bien plus limitées et là aussi discutées. L'idéal de justice de ces périodes repose principalement sur la stabilité et la préservation de l'ordre établi, qui est perçu comme étant la traduction de la volonté divine. Les autorités, en premier lieu le roi, sont censées intervenir pour corriger les injustices et assurer un ordre juste pour le compte des divinités et pour le bien des humains. L'existence d'une justice divine fait que des éléments irrationnels aux yeux des personnes modernes interviennent dans la vie judiciaire, comme les serments par les dieux ou l'ordalie (jugement divin), et que les affaires judiciaires peuvent concerner des sujets religieux tels que les rites, l'impiété et les interdits religieux.
La postérité de ces formes anciennes de droit est limitée, en dehors de l'héritage biblique. Les droits grec et romain semblent peu leur avoir emprunté, mais cela fait l'objet de discussions.

## Cadre historique, géographique et culturel

### Proche-Orient ancien et culture cunéiforme
Dans les études historiques, le Proche-Orient ancien correspond aux civilisations de l'Asie du sud-ouest, sur un espace allant de la Méditerranée à l'Iran, durant l'Antiquité. Il s'agit d'un ensemble de civilisations dont l'étude est dominée par celle de la Mésopotamie (pour l'essentiel, un territoire correspondant à l'Irak actuel), le reste de l'ensemble étant constitué par les régions voisines qui sont à des degrés divers sous influence culturelle mésopotamienne, voire parfois sous sa domination politique (Iran occidental, Syrie et reste du Levant, Chypre incluse, Anatolie, Caucase méridional, voire le golfe Persique et la péninsule arabique). Il s'agit néanmoins d'un ensemble très vaste géographique et très étendu le temps, marqué par une grande diversité culturelle. Dans le domaine juridique, il arrive donc qu'on parle de « droits du Proche-Orient ancien » au pluriel.
La documentation écrite provenant du Proche-Orient est relativement cohérente puisqu'elle est principalement rédigée en écriture cunéiforme, originaire de Mésopotamie où elle est pratiquée durant plus de trois millénaires, d'environ 3400 av. J.-C. jusqu'à la fin du premier siècle de notre ère, et qui s'est diffusée dans les régions voisines. Elle peut être employée pour transcrire plusieurs langues : au IIIe millénaire av. J.-C. la plus écrite est le sumérien, langue du sud mésopotamien sans parenté connue ; après 2000 av. J.-C. les dialectes de l'akkadien, langue sémitique de Mésopotamie, sont les plus écrits, en premier lieu le babylonien et l'assyrien ; parmi les autres langues écrites en cunéiforme, le hittite, langue indo-européenne anatolienne, occupe une place majeure dans les écrits juridiques du royaume de même nom ; à Ugarit se rencontrent des textes écrits dans un alphabet cunéiforme, dans la langue locale, l'ugaritique. La diffusion de l'écriture cunéiforme se fait avec celle d'une bonne partie du bagage savant mésopotamien (et de la langue babylonienne, lingua franca du Proche-Orient au IIe millénaire av. J.-C.). On a pu parler à ce propos de « culture cunéiforme ». Dans le domaine juridique, l'expression de droit(s) du Proche-Orient ancien est d'ailleurs souvent remplacée par celle de « droit(s) cunéiforme(s) ». 
Le principal domaine des droits du Proche-Orient ancien qui n'est pas cunéiforme est celui de la Bible hébraïque, mais il présente de nombreux parallèles avec eux. L’Égypte antique et sa documentation juridique (limitée en quantité) sont généralement exclues de ce cadre en raison de leur spécificité culturelle, mais pas toujours, notamment dans les études juridiques.

### Répartition chronologique et spatiale des sources
| Phases                                                                      | Datation                      | Périodes et fonds d'archives majeurs |
| --------------------------------------------------------------------------- | ----------------------------- | --- |
| Age du Bronze ancien (v. 3000 - 2000 av. J.-C.)                             | 3000-2300 av. J.-C.           | Période des dynasties archaïques (Basse Mésopotamie, v. 3000 - 2300 av. J.-C.) / Ebla (Syrie XXIVe siècle av. J.-C.)                                                                           |
| Age du Bronze ancien (v. 3000 - 2000 av. J.-C.)                             | 2300 - 2150 av. J.-C.         | Empire d'Akkad (Mésopotamie) |
| Age du Bronze ancien (v. 3000 - 2000 av. J.-C.)                             | 2100 - 2000 av. J.-C.         | Troisième dynastie d'Ur (Mésopotamie) |
| Age du Bronze moyen / Période paléo-babylonienne (v. 2000 - 1600 av. J.-C.) | 2000 - 1800 av. J.-C.         | Période d'Isin-Larsa (Basse Mésopotamie), nombreuses archives / Période paléo-assyrienne (Haute Mésopotamie, Kültepe en Anatolie)                                                              |
| Age du Bronze moyen / Période paléo-babylonienne (v. 2000 - 1600 av. J.-C.) | 1800 - 1600 av. J.-C.         | Première dynastie de Babylone (règne de Hammurabi, 1792-1750 av. J.-C.), nombreuses archives / Archives royales de Mari (Syrie, v. 1810-1760 av. J.-C.) / Ancien royaume hittite (Anatolie)    |
| Age du Bronze récent (1600 - 1200 av. J.-C.)                                | 1600 - 1350 av. J.-C.         | Dynastie kassite de Babylone (Basse Mésopotamie) / Mittani (Haute Mésopotamie), Nuzi (XIVe siècle av. J.-C.) / Hittites (Anatolie centrale)                                                    |
| Age du Bronze récent (1600 - 1200 av. J.-C.)                                | 1350 - 1200 av. J.-C.         | Dynastie kassite de Babylone (Basse Mésopotamie) / Période médio-assyrienne (Haute Mésopotamie) / Archives d'Ugarit, d'Alalakh et d'Emar (Syrie) / Empire hittite (Anatolie centrale et Syrie) |
| Age du Fer (v. 1200 - 500 av. J.-C.)                                        | 1200 - 900 av. J.-C.          | Dynastie kassite de Babylone et Dynasties post-kassites (Basse Mésopotamie) / Période médio-assyrienne (Haute Mésopotamie)                                                                     |
| Age du Fer (v. 1200 - 500 av. J.-C.)                                        | 900 - 600 av. J.-C.           | Période néo-assyrienne (934 - 609 av. J.-C.) / Royaumes araméens / Israël antique |
| Age du Fer (v. 1200 - 500 av. J.-C.)                                        | 600 - 500 av. J.-C.           | Période néo-babylonienne (626 - 539/480 av. J.-C.), nombreuses archives en Babylonie / Début de la période de rédaction de la Bible hébraïque                                                  |
| Périodes tardives (v. 500 av. J.-C. - 80 ap. J.-C.)                         | 539 – 330 av. J.-C.           | Empire achéménide / Archives babyloniennes tardives |
| Périodes tardives (v. 500 av. J.-C. - 80 ap. J.-C.)                         | 330 - 141 av. J.-C.           | Période hellénistique (Alexandre le Grand, Séleucides) / Archives babyloniennes tardives |
| Périodes tardives (v. 500 av. J.-C. - 80 ap. J.-C.)                         | 141 av. J.-C. - 224 ap. J.-C. | Empire parthe / Fin de la documentation cunéiforme en Babylonie (v. 80 ap. J.-C.) |

Localisation des principaux sites ayant livré des tablettes cunéiformes (en particulier ceux en capitales) et de sites périphériques où des textes en cunéiforme ont été mis au jour.

Les sources cunéiformes sur le droit du Proche-Orient ancien les plus nombreuses sont des documents de la pratique juridique, notamment des contrats de vente, de prêt, de location, etc., quelques actes de procès, et dans une moindre mesure en quantité des sources normatives officielles. Ces documents sont majoritairement écrit sur des tablettes d'argile, aussi sur des stèles de pierre voire des plaques de métal, ce qui a assuré leur relativement bonne conservation jusqu'à nos jours. Ils couvrent une période de trois millénaires et un espace allant de l'Anatolie et le Levant à l'ouest jusqu'au sud-ouest iranien à l'est. Néanmoins la répartition de ces sources dans l'espace et le temps est très inégale, et est déterminée par les trouvailles archéologiques et les aléas de la préservation des sources anciennes. Les lots les plus importants sont les restes d'archives anciennes, qui peuvent se compter en milliers de tablettes, couvrant alors une période limitée. De la sorte, il y a surtout des éclairages sur certaines périodes, tandis que d'autres sont très mal connues, voire pas du tout. Les sources cunéiformes mésopotamiennes sont de loin les plus abondantes. Elles sont principalement concentrées dans le sud mésopotamien, la Babylonie, et durant deux périodes, la période paléo-babylonienne (v. 2000-1600 av. J.-C. ; celle de Hammurabi, 1792-1750) et la période néo-babylonienne (v. 626-480 av. J.-C. au sens large ; celle de Nabuchodonosor II, 605-562). 

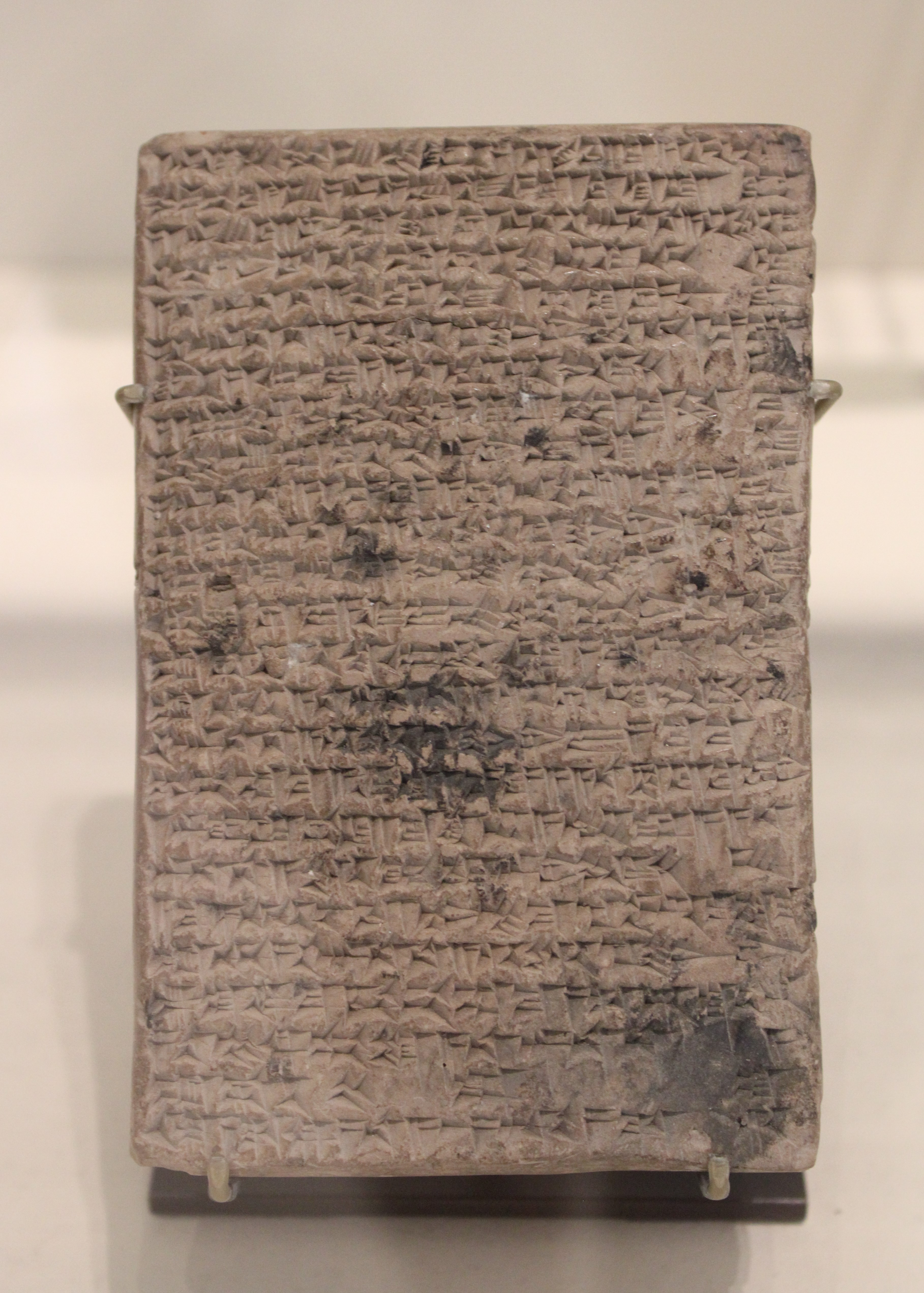
Compte-rendu de procès concernant la possession d'une oblate, provenant d'Uruk et datée du règne de Nabonide (539 av. J.-C.). Musée du Louvre.

Les textes juridiques constituent une partie des principaux ensembles de tablettes du Proche-Orient ancien : Ebla en Syrie au XXIVe siècle av. J.-C. ; les villes de la troisième dynastie d'Ur en Basse-Mésopotamie au XXIe siècle av. J.-C. ; Kanesh (Kültepe) en Anatolie centrale qui sert de comptoir à des marchands assyriens au XIXe siècle av. J.-C. ; Mari (Syrie) qui a livré une archive royale conséquente de la première moitié du XVIIIe siècle av. J.-C. ; Suse (Élam, sud-ouest iranien) a également livré des textes juridiques de cette période et d'autres ; de l'âge du bronze récent (v. 1600-1200 av. J.-C.) proviennent des documents juridiques de Nuzi et d'Assur dans le nord de l'Irak, les cités syriennes Ugarit, Alalakh et Emar, la capitale hittite Hattusa au centre de l'Anatolie. Au Ier millénaire av. J.-C., l'essor de l'alphabet araméen entraîne la disparition progressive de l'écriture cunéiforme des régions non-mésopotamiennes, et comme les supports de cette écriture étaient périssables (parchemins, papyrus), la documentation qui a survécu est très limitée. En plus des textes de Babylonie, la documentation juridique cunéiforme préservée provient surtout des capitales assyriennes, notamment Nimroud et Ninive (surtout VIIe siècle av. J.-C.). Pour d'autres royaumes récents ayant eux aussi pratiqué le cunéiforme, l'Urartu et l'Empire perse achéménide, la documentation juridique est inexistante ou très limitée.
Le cas de la Bible hébraïque en tant que source sur le droit est particulier. C'est un texte fondamentalement à but religieux, contenant des dispositions normatives qui s'inscrivent dans cet agenda théologique et dont on ne sait pas dans quelle mesure elles ont été appliquées. Leur datation est très incertaine : il est possible que certaines d'entre elles soient anciennes, mais elles ont été couchées par écrit lors des premières « éditions » des textes bibliques au VIe siècle av. J.-C. (ou à la fin du VIIe siècle av. J.-C.), avec potentiellement des reformulations (voir Datation de la Bible).

### Liens et influences
La très ample distribution spatiale et temporelle des sources sur le droit du Proche-Orient ancien pose la question de leur cohérence et des liens entre les différentes traditions juridiques qui sont attestées, donc un débat autour des questions d'unité et de diversité, mais aussi de continuités et de discontinuités. Le fait que les groupes de sources soient souvent séparés par d'importantes périodes de vide documentaire empêche de pouvoir suivre les évolutions du droit et de savoir comment se sont produits les rapprochements observés : ils peuvent résulter d'influences, mais aussi du fait que ces sociétés ont beaucoup en commun. Sur une même région, en particulier la Mésopotamie, les continuités sont évidentes entre les périodes, au point que le droit à pu paraître principalement statique, malgré des évolutions. Entre les régions, l'influence juridique mésopotamienne (et plus précisément celle de sa partie méridionale) est souvent considérée comme importante mais le degré d'autonomie des différents droits est débattue. Parmi les tenants des continuités entre les différents droits du Proche-Orient ancien, R. Westbrook a mis en avant le fait qu'il y avait une culture juridique commune aux pays pratiquant l'écriture cunéiforme, dont les racines sont mésopotamiennes, et qui aurait aussi influencé les traditions juridiques de l’Égypte antique et de l'Israël antique (donc biblique). Reste qu'on ne sait comment ces transmissions se seraient produites. D'autres préfèrent mettre en avant les discontinuités et les spécificités culturelles des différents systèmes juridiques. La situation du droit biblique par rapport au droit mésopotamien a en particulier été discutée, certains considérant qu'il y a des emprunts avec reformulation, d'autre en revanche considérant que les liens sont indirects et que les reformulations sont importantes,,.

## Historique des études

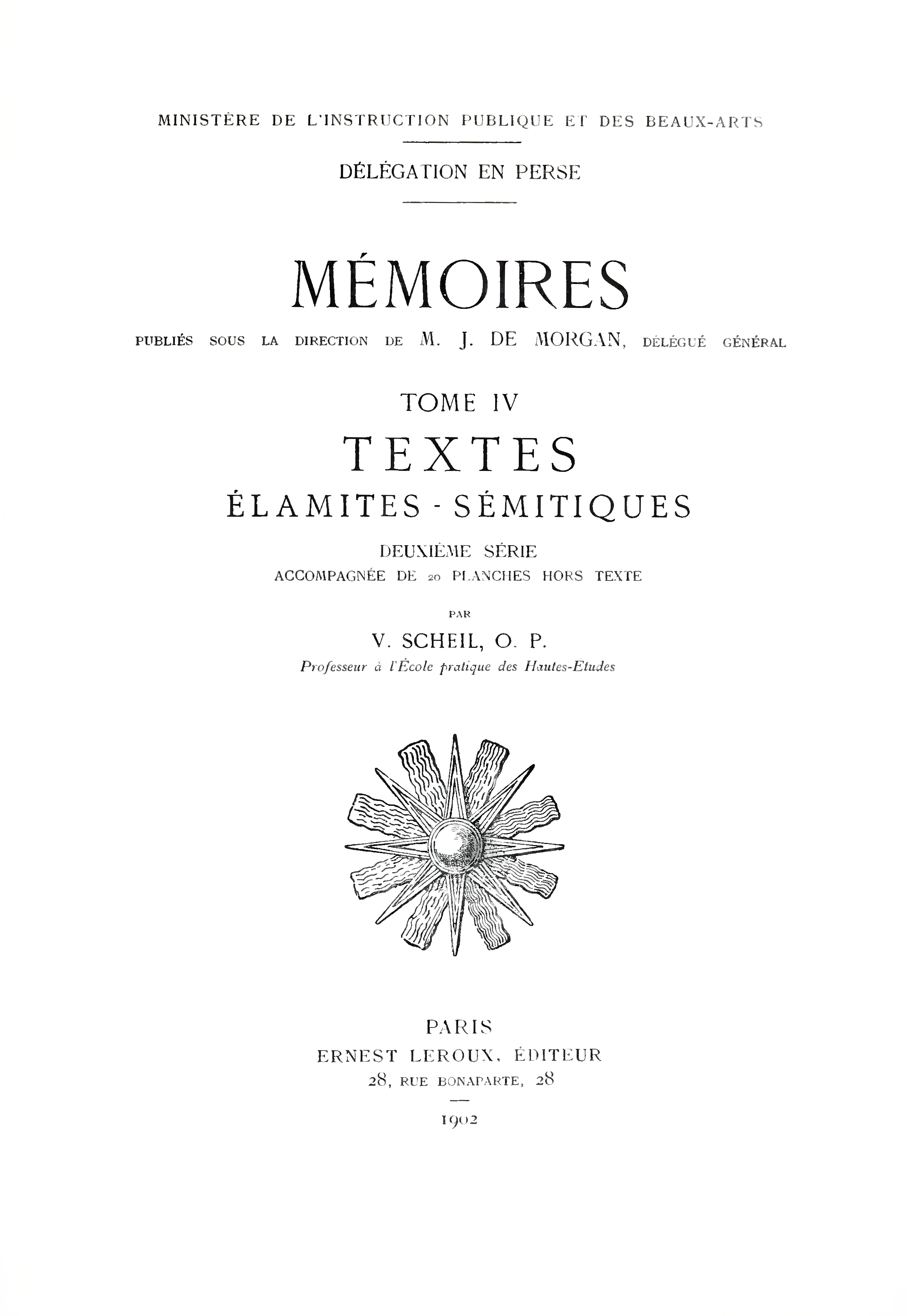
Page de titre du volume IV des Mémoires de la Délégation en Perse, contenant notamment la première traduction du Code de Hammurabi (1902).

Si l'écriture cunéiforme est déchiffrée à partir de 1857, c'est à partir de 1901-1902 que l'étude des droits cunéiformes, ou assyriologie juridique (d'après le nom de la discipline étudiant les textes cunéiformes), prend son essor, avec la découverte à Suse (Iran) de la stèle du Code de Hammurabi, qui reste à ce jour le document majeur de ce champ d'études. Traduit et publié dans la foulée par le père Jean-Vincent Scheil, le texte attire l'attention des spécialistes de droit antique qui découvrent un nouveau pan de l'histoire juridique. Les premiers à s'intéresser à la discipline ont fait leurs armes dans le droit romain : Édouard Cuq, Paulo Koschaker, Mariano San Nicolò, Viktor Korošec. Cette découverte entraîne la publication rapide de textes de la pratique juridique, qui sont également interprétés, souvent dans une optique marquée par le droit romain. Ces découvertes intéressent aussi les spécialistes de la Bible en raison des rapports avec les « législations » bibliques telles que celles du Deutéronome et du Lévitique. Après 1945 l'étude des droits cunéiformes prend ses distances avec le droit romain et la Bible pour devenir plus autonome, grâce aux travaux de spécialistes tels que Guillaume Cardascia et Raymond Westbrook, permettant une analyse plus rigoureuse des droits du Proche-Orient ancien et la mise en place d'études comparatistes entre ceux-ci. Si les études ont longtemps été dominées par celles des recueils législatifs tels que le Code de Hammurabi, la publication de milliers de documents juridiques a permis d'ouvrir de nouvelles perspectives reposant plus sur l'activité juridique quotidienne, les différents types de documents juridiques et les formulaires qu'ils suivent, l'étude du rôle des scribes les rédigeant, celui des juges et de la manière de rendre la justice, les rapports entre l'oralité et l'écrit, etc.

## La documentation juridique
Les textes juridiques du Proche-Orient ancien peuvent être divisés entre ceux qui sont promulgués par des autorités publiques (avant tout le roi, aussi les administrations locales et les sanctuaires) et ceux qui sont produits par des particuliers (marchands, scribes, arbitres).

### Recueils de lois

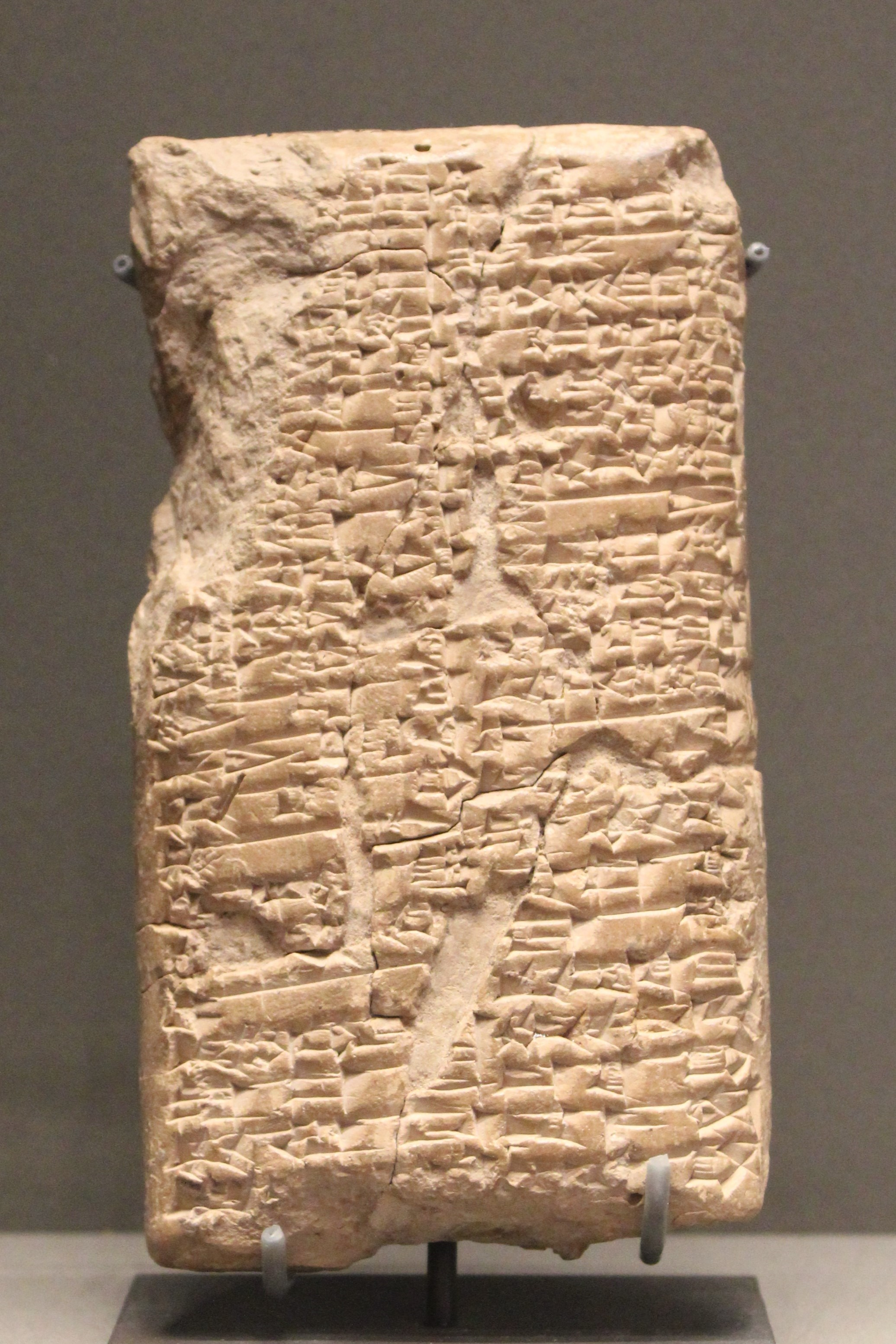
Copie du prologue du Code de Lipit-Ishtar, musée du Louvre.

Une place particulière est faite dans l'étude de la documentation juridique du Proche-Orient ancien aux recueils législatifs, textes certes très limités en quantité, mais d'une importance capitale dans l'étude des droits de ces sociétés. Depuis la découverte du Code de Hammurabi, ils sont très étudiés et leur nature est débattue. Les versions connues proviennent de documents officiels, comme la stèle du Code de Hammurabi, mais aussi et surtout de contextes privés, scolaires, où ils servaient pour l'apprentissage des scribes. 
Leur caractéristique commune est de se présenter sous la forme de « lois » qui sont écrites sous une forme dite casuistique (ou conditionnelle) : elles prennent pour point de départ un cas pour lequel elles proposent une solution. C'est la façon typique de raisonner des anciens Mésopotamiens, qui n'énoncent jamais de principes de portée générale de manière abstraite. Elles s'organisent autour d'une première partie, la protase, qui ouvre une proposition conditionnelle dans laquelle est exposé le problème (« si cela se passe … »), et d'une seconde partie, l'apodose, qui propose la sentence à rendre (« … alors il faudra faire cela »). Voici par exemple le § 1 du Code de Hammurabi : « Si quelqu'un a accusé quelqu'un (d'autre) et lui a imputé un meurtre mais ne l'a pas confondu, alors son accusateur sera mis à mort,. » Cette formulation n'est pas propre à ces documents, puisqu'elle se retrouve dans les textes savants mésopotamiens, comme les collections médicales et divinatoires. Comme dans ces derniers, les dispositions législatives sont regroupées par sujet (esclavage, héritage, location de champs, etc.),. Elle n'est pas non plus propre à la culture juridique cunéiforme et biblique, puisqu'elle se retrouve dans d'autres droits anciens (notamment dans le droit romain ancien et le droit talmudique) et est considérée comme une caractéristique des droits « populaires » ou « traditionnels » (Folk-Law). Il s'agit d'une manière de formuler la loi sous la forme de cas, en racontant des histoires (à la différence des formulations abstraites et impersonnelles qui se sont imposées par la suite) et en les répertoriant, ce qui ne les empêche pas forcément d'avoir une portée plus large (on peut les transposer à des cas voisins, les cas pouvant servir d'exemples illustrant un principe plus général). Ils sont peut-être en partie issus de précédents, des cas ayant effectivement eu lieu et ayant été jugés, mais ils ne sont pas présentés comme tels et ne constituent donc pas une forme de jurisprudence au sens strict (on a pu parler à ce propos de cas « doctrinaux »).
« § 1 : Si quelqu’un tue un homme ou une femme dans une querelle, il l’apportera et donnera 4 personnes, homme ou femme. § 2 : Si quelqu’un tue un esclave ou une esclave, il l’apportera et donnera 2 personnes, homme ou femme.
§ 7 : Si quelqu’un aveugle un homme libre ou lui fait tomber une dent, on donnait jadis une mine d’argent : maintenant on en donnera 20 (variante : 10) sicles d’argent. 
Version tardive : Si quelqu’un aveugle un homme libre dans une querelle, il donnera une mine d’argent ; si sa main (seule) est coupable, il donnera 20 sicles d’argent.
§ 74 : Si quelqu’un brise la corne ou la patte d’un bœuf, il prendra l’animal en question pour lui et donnera au propriétaire du bœuf un bon bœuf. Si le propriétaire du bœuf dit : « Je veux prendre pour moi mon propre bœuf », il prendra son bœuf et (l’autre) lui donnera 2 sicles d’argent.
On peut distinguer plusieurs catégories de textes parmi ce groupe :
- Les « codes » à proprement parler ont un prologue et un épilogue encadrant la liste des lois, leur conférant assurément un caractère officiel (surtout visible par leur inscription sur stèles) : le Code d'Ur-Namma, roi de la troisième dynastie d'Ur (v. 2100 av. J.-C.), le Code de Lipit-Ishtar, roi d'Isin (v. 1930), le Code de Hammurabi, roi de Babylone (v. 1750), le plus complet ; peuvent aussi être rangées dans cette catégorie les Lois d'Eshnunna, qui ne mentionnent aucun roi et se contentent d'une formule de datation introductive[12] ;
- Des recueils privés de dispositions législatives : les Lois assyriennes, compilées sous le règne de Tiglath-Phalazar Ier (1114-1076) à partir de matériaux du XIVe siècle av. J.-C., caractérisées par une organisation thématique poussée, chaque tablette connue concernant un sujet particulier ; les Lois hittites, qui semblent avoir été composées par des juges, regroupant des lois dont la base est constituée par des dispositions anciennes, datées du règne de Télépinu (XVIe siècle av. J.-C.), mais comprend la trace de révisions et des ajouts postérieurs, qui en font le seul recueil législatif à avoir une dimension historique (diachronique)[18] ; deux fragments de recueils de lois provenant du site de Hazor (en Israël), datables du XVIIIe siècle av. J.-C., ont été identifiés en 2012[19] ;
- Divers autres recueils de lois parvenus à partir d'exercices scolaires sont également rangés dans ce groupe : les plus anciens proviennent des écoles paléo-babyloniennes de Nippur ou d'Ur (XVIIIe – XVIIe siècle av. J.-C.) et sont en sumérien ; une tablette de Sippar du VIIe siècle av. J.-C. préserve la trace de lois néo-babyloniennes[20].

Au-delà des différences d'organisation, il existe des similitudes entre ces différents textes, qui reflètent le fait qu'ils sont le produit d'une même tradition scribale. Il y a en particulier de fortes ressemblances entre plusieurs lois des recueils d'époque paléo-babylonienne. Mais il y a aussi des variations autour de mêmes thèmes, qui semblent témoigner de la volonté des scribes rédigeant ces textes de se démarquer,.
Ce dernier point renvoie aux nombreux débats sur la nature de ces textes, sur le rôle des scribes qui les ont rédigés et sur leur finalité juridique,,,,. Les premières interprétations de ces textes les voyaient comme des codes au sens moderne du terme, appliqués par des juges dans des affaires judiciaires. Mais aucun exemple concret d'utilisation de ces textes dans des procès n'a été identifié. Depuis, les opinions divergent sur la nature de ces textes : d'un côté certains considèrent qu'il s'agit avant tout d'œuvres de l'esprit, de réflexions éthiques sur la justice et l'équité, sans forcément de lien avec la pratique judiciaire ; à l'opposé, d'autres estiment que ces textes pouvaient servir d'exemples à suivre dans des affaires judiciaires. La majorité y voit des descriptions du droit à défaut de prescriptions, avec un important travail d'imagination et de systématisation, mais une partie au moins des cas exposés pourrait dériver d'affaires ayant réellement eu lieu. Ainsi que l'a résumé R. Westbrook : « L'opinion dominante est qu'il ne s'agissait pas de textes législatifs, ni même normatifs, destinés à être appliqués par un tribunal. Il s'agissait plutôt de traités savants sur le droit, reflétant plutôt qu'ils ne créaient le droit en vigueur. » Il ne s'agit pas non plus de traités théoriques de droit dispensant des principes généraux : comme il est de mise dans la tradition intellectuelle mésopotamienne (qui se retrouve dans la médecine, l'exorcisme, la divination), le savoir est dispensé sous la forme de longues listes de situations auxquelles les spécialistes pourraient être confrontés, avec leur résolution (d'où l'emploi de la formulation casuelle).
En dehors de la tradition cunéiforme, la Bible hébraïque comprend des recueils de lois : le Code de l'Alliance (Exode 20:22 à 23:33), le Code deutéronomique (Deutéronome 12-26) et aussi le Code de sainteté (Lévitique 17-26). Leur datation reste débattue : certaines dispositions peuvent être anciennes, mais leur mise en forme définitive est probablement post-exilique, donc au plus tôt dans la seconde moitié du VIe siècle av. J.-C. Par rapport aux recueils de lois cunéiformes, avec lesquels ils partagent une prédilection pour la formulation casuistique, ils mélangent les aspects civil et pénal du droit avec des aspects éthiques et rituels,.

### Production normative
Un ensemble de textes promulgués par les autorités royales (voire locales ou religieuses) a en revanche eu assurément une application juridique, et peut donc être considéré comme de la production normative. Ils sont souvent désignés comme des édits ou décrets royaux, avec une application ponctuelle ou du moins limitée,.
Ce type de textes comprend quelques édits d'annulation de dettes en période de crise, appelés mišaru(m) (« redressement ») en Basse Mésopotamie et (an)duraru(m) (« retour au statut d'origine ») en Haute Mésopotamie, souvent interprétés comme le reflet de l'aspect « social » de la justice royale, même si cela est discutable puisqu'ils agissent sur des abus passés et pas sur le futur ; ils sont liés à l'institution biblique du jubilé,.
On connaît également des textes d'instructions à des subordonnés du roi : les « édits de harem » médio-assyriens destinés à réguler la vie du palais royale et du gynécée ; les instructions hittites adressées aux gardes, aux gouverneurs provinciaux,.

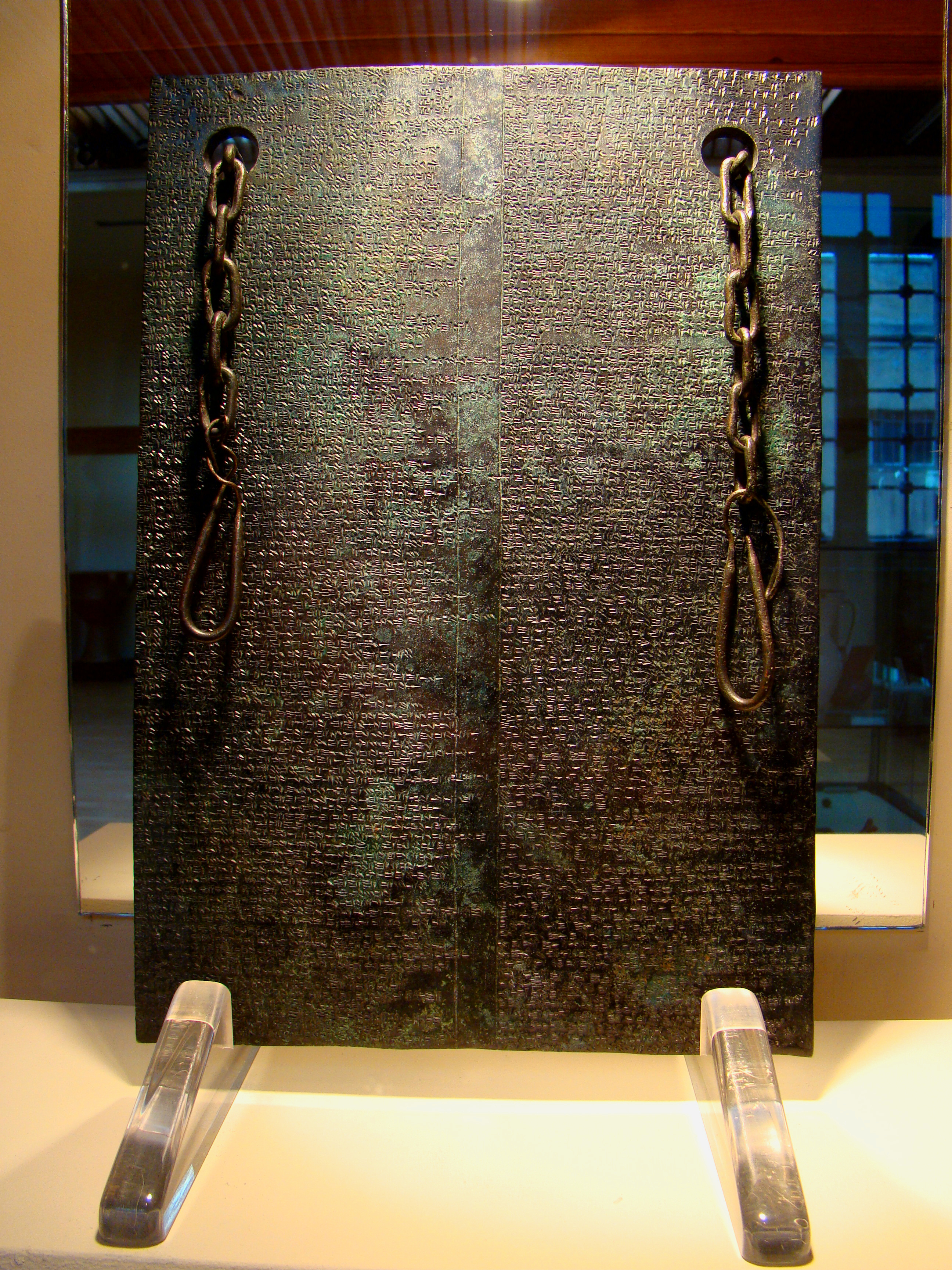
Tablette en bronze sur laquelle est inscrit le traité de paix entre le roi hittite Tudhaliya IV et Kurunta de Tarhuntassa, XIIIe siècle, seul exemplaire de traité inscrit sur une tablette en métal qui nous soit parvenu, trouvé à Hattusha. Musée des civilisations anatoliennes.

Les traités internationaux passés entre deux royaumes ont également une valeur juridique, contenue dans les clauses de l'alliance. Ils sont toujours bilatéraux, et peuvent être soit paritaires soit inégalitaires, selon le rapport entre les deux parties. Pour les périodes anciennes, notamment l'époque paléo-babylonienne (2000-1600 av. J.-C.) ne sont connus que des protocoles de serment d'alliance, donc la mise par écrit du serment prononcé, pas de traité à proprement parler. Ceux-ci apparaissent à l'époque suivante, l'âge du bronze récent (1600-1200) et sont surtout documentés chez les Hittites. 
Des serments collectifs entre le roi et une partie de la population qu'il gouverne sont attestés en Haute Mésopotamie. Leur forme est similaire à celle des serments d'alliance entre royaumes. D'ailleurs chez les rois néo-assyriens, qui les ont utilisés à plusieurs reprises au VIIe siècle av. J.-C. pour s'assurer la loyauté de leurs sujets lors de crises successorales, les deux formes d'accord portent le même nom, adê. Les traités/serments des sources cunéiformes sont liés à l'Alliance (bǝrit) biblique.
Les rois procèdent aussi à des donations royales à des particuliers ou des sanctuaires, qui peuvent être couchées par écrit afin d'assurer la pérennité de la donation, à plus forte raison si celle-ci s'accompagne d'exemptions. Cette pratique est notamment documentée par une grande partie des stèles sur pierre appelées kudurru provenant de Babylonie, fabriquées du XIVe au VIIe siècle av. J.-C. afin de commémorer dans le temps des actes ayant trait à des propriétés foncières.

### Contrats

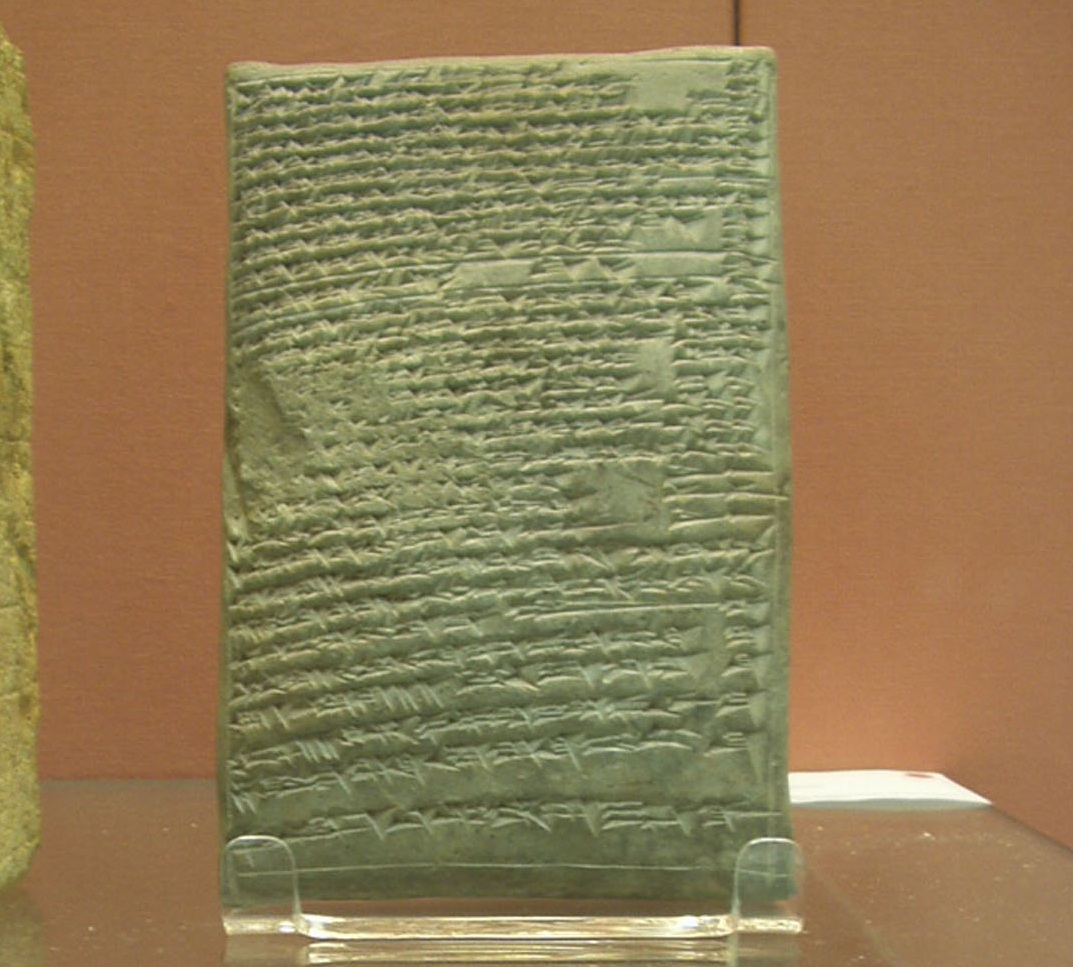
Contrat de vente de terrain imposé par la nécessité de payer une rançon. Babylonie, v. 1030 av. J.-C. British Museum.

La majeure partie, et de loin, de la documentation sur les droits cunéiformes sont des contrats, provenant surtout de Mésopotamie (mais pas du pays hittite). Les plus représentés sont les contrats de prêt et de vente. Ils reflètent donc la vie économique de la population des pays d'où ils proviennent, certes du point de vue des plus riches, mais impliquent aussi des personnes plus démunies, dont on a par ce biais un aperçu des conditions économiques, notamment les problèmes d'endettement. Les contrats concernant le droit familial, pour mariage, adoption et héritage (testaments) sont moins courants, car pour la plupart de ces actes le recours à l'écrit n'est pas jugé nécessaire. Sont aussi connus des actes d'échange et de dépôt, des baux ruraux et d'autres contrats de location, des contrats d'association commerciale et d'apprentissage, des actes d'affranchissement,.
Ces documents sont le reflet des coutumes locales, et se présentent sous un aspect caractéristique selon le lieu et l'époque où ils sont rédigés, tout en suivant une structure similaire. Ils débutent par une section opératoire, qui donne le nom des parties et l'objet de la transaction. Les clauses additionnelles servent à exposer des arrangements spécifiques (taux d'intérêt, date de fin de paiement voire gages pour un prêt), d'éventuelles prestations de serments et des pénalités en cas de rupture de l'accord. Une liste de témoins clôt le texte, parfois avec la date et le nom du scribe qui a rédigé l'acte. Le style de ces documents est généralement sobre, employant des logogrammes pour raccourcir le contenu. Il repose sur des mots et expressions-clés qui se retrouvent sur les documents similaires de la même période, ce qui donne des formulaires relativement uniformisés, dans lesquels ne changent que l'objet de la transaction (taille et localisation d'un champ vendu, montant et taux d'un prêt), les parties impliquées et les témoins. Il est néanmoins possible d'adapter les formulaire existants pour de nouveaux besoins, et la reconnaissance de dettes a pu servir de modèle pour d'autres types d'actes financiers et commerciaux. Certaines clauses peuvent être abrégées, ce qui renvoie au fait que l'obligation n'est pas générée par l'acte écrit, mais par le fait qu'il est passé oralement, la mise par écrit servant surtout à préserver la mémoire de l'accord et à être présenté en cas de litige (au même titre que la présence de témoins). À cette potentielle abréviation volontaire des clauses s'ajoute le fait que les tablettes de contrats exhumées sur les sites archéologiques ont souvent des cassures, qui font que des informations capitales pour leur compréhension sont perdues. Des sceaux peuvent être appliqués pour authentifier l'acte, parfois une marque de l'ongle. Dans la première moitié du IIe millénaire av. J.-C., on a aussi l'habitude de couvrir les actes avec des enveloppes d'argile, afin de garantir leur contenu.
Les contrats se retrouvent dans la sphère administrative, y compris sous des formes adaptées servant pour des opérations internes à l'administration. Bien des textes administratifs ont en fait un aspect contractuel liant l'institution à un de ses employés ou prestataires. J. N. Postgate a ainsi constaté que l'administration médio-assyrienne avait produit pour son fonctionnement des documents unilatéraux et bilatéraux qui sont des formes simplifiées de contrats commerciaux, en éliminant notamment les témoins et les sceaux. Tout un ensemble de documents de nature administrative ou comptable peut donc avoir des aspects juridiques. En analysant les documents administratifs des archives royales de Mari habituellement rangés dans le domaine de la gestion économique, J.-M. Durand estime même qu'ils doivent en fait « être considérés comme des actes juridiques de justification d’activité (…) ces documents doivent représenter un « accord de dépenses », allant éventuellement jusqu’au compromis, entre le roi et ses « facteurs »,. »

### Autres textes sur le droit

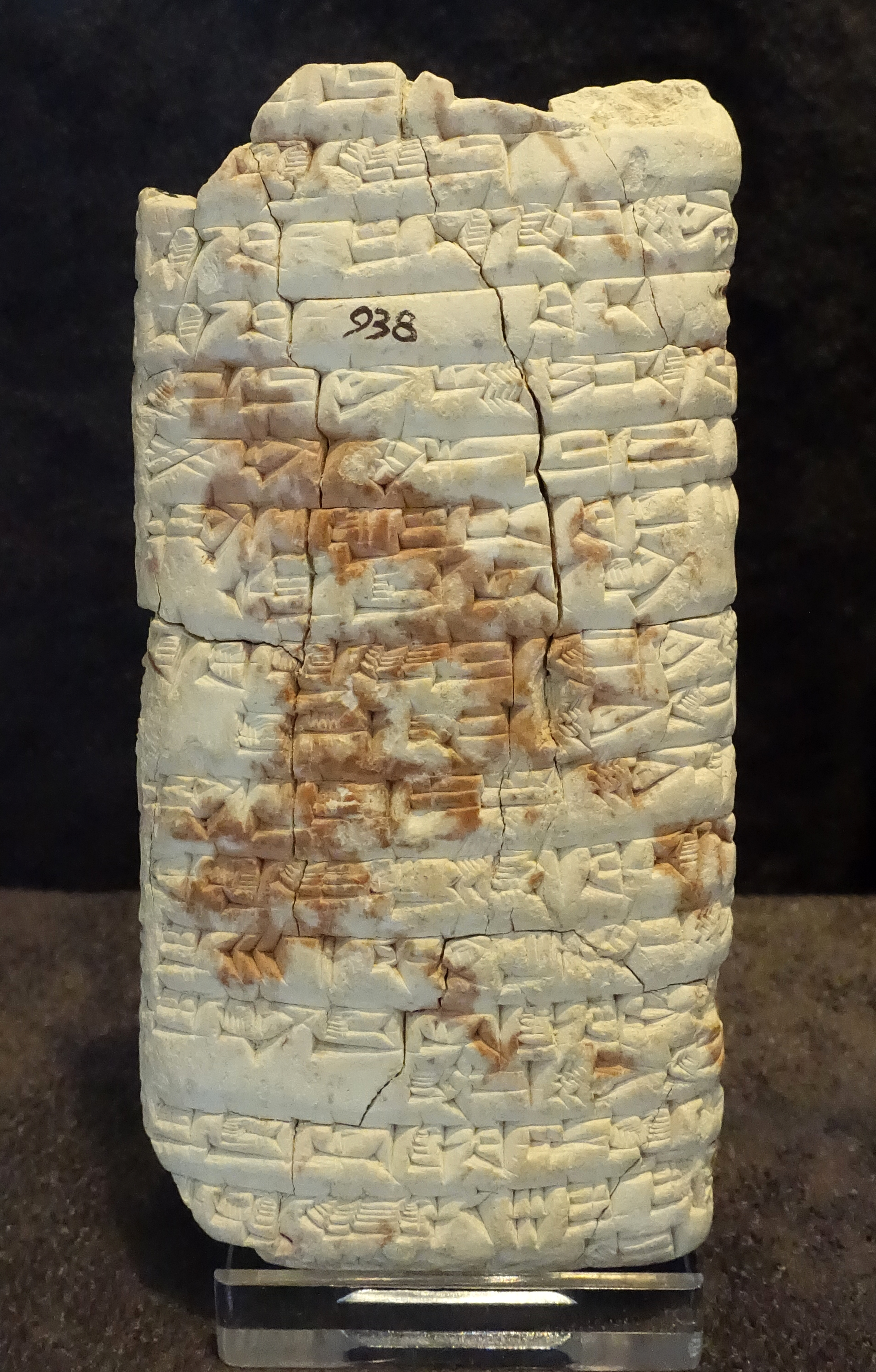
Tablette de compte-rendus de procès de la troisième dynastie d'Ur. Umma, v. 2030 av. J.-C. Spurlock Museum.

Des compte-rendus de procès sont connus. Une partie d'entre eux sont rédigés à l'issue d'une décision de justice, généralement afin d'assurer les droits de celui qui a emporté l'affaire. Durant l'époque de la troisième dynastie d'Ur (XXIe siècle av. J.-C.) des résumés de verdicts de procès sont compilés, apparemment pour des archives officielles. D'autres descriptions de procès connues sont des modèles employés dans un cadre scolaire.
L'activité scolaire et savante des pays pratiquant le cunéiforme a généré des documents de lexicographie, les listes lexicales, servant de sortes de dictionnaires, souvent bilingues (parfois plus). Certaines fournissent du vocabulaire voire des clauses pour la rédaction de documents juridiques.
Enfin, d'autres documents n'ayant pas un caractère proprement juridique peuvent documenter la vie judiciaire et les conceptions sur le droit :
- les lettres privées contiennent souvent des affaires sur des contrats, des litiges et des procès, notamment la correspondance des marchands paléo-assyriens provenant de Kültepe (XIXe siècle av. J.-C.) ; des lettres de la correspondance officielle peuvent avoir un caractère juridique plus prononcé, quand elles transmettent un ordre ou un jugement[45] ;
- certains documents historiographiques contiennent des informations sur les activités juridiques de rois (notamment la conclusion d'alliances)[46] ;
- des textes littéraires fournissent également des informations de ce type (cf. le jugement de Salomon), quoi que leur caractère fictionnel fait que leur fiabilité n'est pas assurée[46].

## Principes et sources du droit

### Justice et équité
En Mésopotamie, deux termes kittum et mîšarum, sont deux façons complémentaires d'exprimer en langue akkadienne l'idée de « justice », la première préservant l'ordre établi et la stabilité, l'autre réparant les injustices et iniquités, afin de retourner à l'ordre juste. Ainsi que l'explique D. Charpin : « Le premier mot, kittum, dérive d'une racine KûN qui signifie « être stable » : c'est la justice en tant que garante de l'ordre, par exemple celle qui oblige le débiteur à rembourser son créancier. Le second terme, mîšarum, dérive de la racine YŠR qui veut dire « aller droit » : c'est la justice qui redresse les situations insupportables, empêchant les riches d'écraser les pauvres et conduisant les rois à remettre aux plus faibles les arriérés de leurs taxes et de leurs dettes. » Ces deux concepts sont d'ailleurs divinisés. 
Ces principes sont d'origine divine et leur application a pour finalité de reproduire l'ordre cosmique au niveau du monde des humains. L'acte de rendre un jugement juste et équitable est donc une transposition des pratiques divines dans la sphère des mortels, une manière de rendre la justice conformément aux volontés divines. Selon cet idéal, ce qui prime est le fait de corriger les injustices, pas d'édicter des normes juridiques, ce qui explique pourquoi l'action législative n'a pas été la priorité des Mésopotamiens. C'est dans ce contexte que s'inscrivent les édits royaux de rémission de dettes. On a pu parler à ce propos d'une « justice sociale », protégeant ceux qui subissent malheur et déchéance (en particulier en conséquence d'un endettement insoutenable), et destinée au sens large à ceux qui s'estiment injustement traités. Mais leur but final reste le maintien de l'ordre public et des hiérarchies sociales établies. Il s'agit de mesures réparatrices visant à limiter l'impact d'une crise, sans empêcher que la situation ne se reproduise à nouveau,,. C'est aussi dans cet idéal que s'inscrivent les mesures de « juste salaire » et de « juste prix » que proclament certains documents de propagande royale,.
Le versant cosmique de la justice se retrouve ailleurs dans les civilisations de l'époque, notamment en Égypte avec le concept (lui aussi divinisé) de Maât, et dans la Bible hébraïque avec les notions de justice (mišpāṭ), de droiture/rectitude (ṣedeq/ṣĕdāqâ) et d'équité (mêšārîm, comme en akkadien), elles aussi issues des volontés divines, qui imposent en particulier de protéger les plus faibles et démunis (« la veuve et l'orphelin » selon l'expression biblique). Tous ces concepts ne se limitent donc pas à la sphère du droit, loin de là : ils concernent plus largement la morale, l'éthique et la pensée religieuse.

### Les dieux et la justice

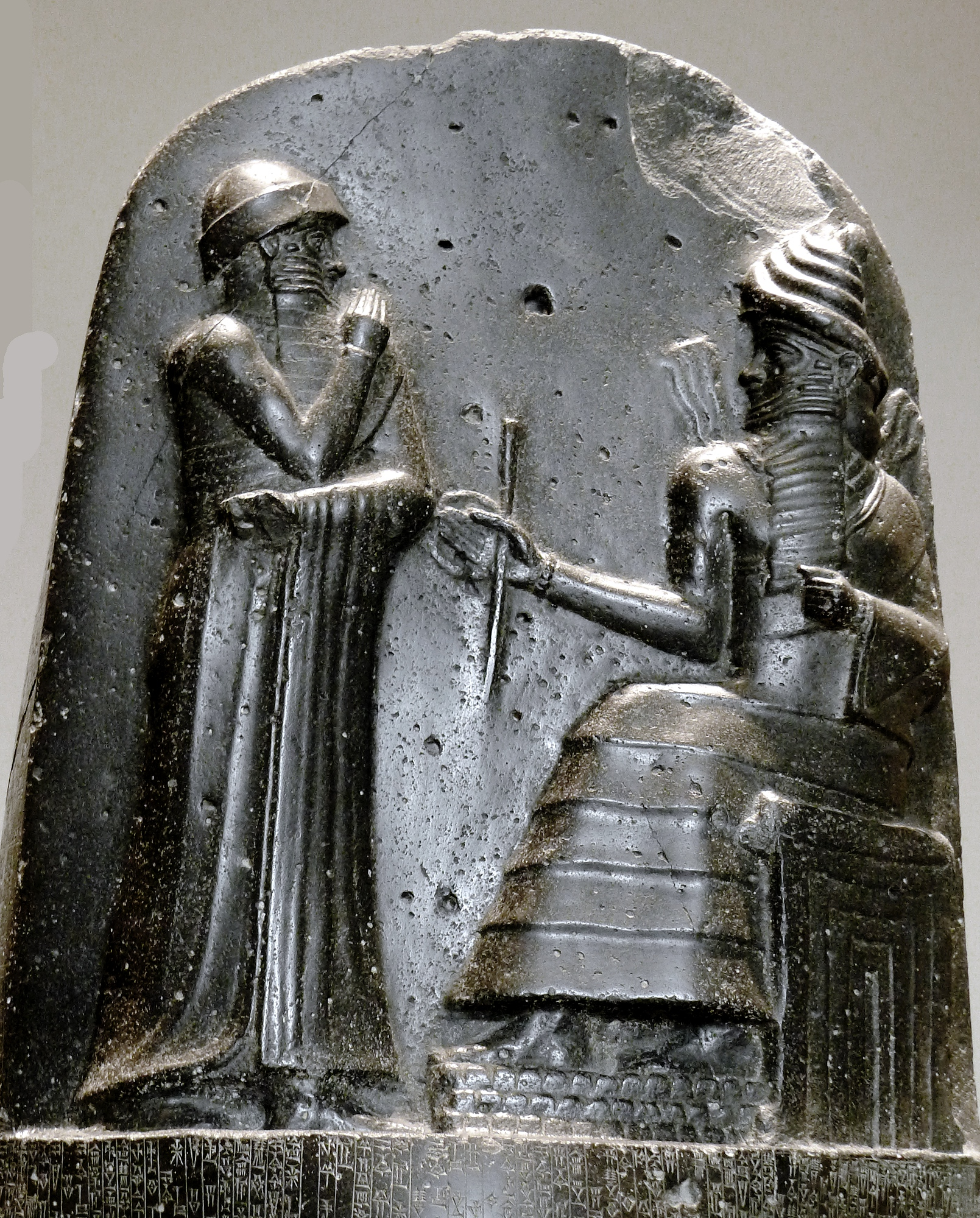
Bas-relief représentant Shamash assis sur un trône avec des rayons solaires jaillissant au-dessus de ses épaules, face au roi Hammurabi en position de révérence, stèle du Code de Hammurabi, c. 1750 av. J.-C. Musée du Louvre.

La justice est donc d'origine divine, et appliquée indirectement aux humains par l'intermédiaire de leurs rois, comme c'est le cas pour Hammurabi, qui dit les lois mais est inspiré par le dieu Shamash, avec lequel il est représenté sur la stèle portant l'inscription de son Code. La Bible hébraïque déroge à ce principe, puisque dans plusieurs cas la loi y est directement énoncée par Dieu. Il y a plus largement une conception de « justice divine » qui imprègne l'univers mental des civilisations du Proche-Orient ancien. Les divinités sont vues comme les protectrices de l'ordre juste, qui maintient la stabilité de l'univers et des sociétés humaines. En principe ceux qui sont justes sont récompensés, tandis que ceux qui commettent des actes mauvais sont punis, le thème du châtiment divin étant très important dans la pensée et la littérature. Néanmoins le fait que l'on observe des situations d'injustice manifeste et que des personnes s'estimant justes rencontrent des malheurs a suscité de nombreuses réflexions dans les textes de « Sagesses » (littérature sapientiale, comme le Livre de Job), qui ont conclu au fait que les volontés divines sont impénétrables et qu'il fallait avoir foi en leur jugement,,,. 
L'existence d'une justice divine fait du reste que les règles ont souvent un aspect religieux. La conformité ou non des actions est souvent jugée à l'aune de la piété et de l'impiété des gens, conceptions qui ont certes un aspect moral mais sont souvent liées à la pratique correcte ou pas des rites religieux. Il y a d'ailleurs des « lois sacrées » relatives plus spécifiquement aux relations entre humains et divinités dans le culte, qui ne sont néanmoins pas étudiées dans le cadre de l'histoire du droit, mais dans celle de l'histoire religieuse. Les Lois hittites punissent ainsi ceux qui ont commis des fautes envers les dieux et l'ordre divin (des « abominations », hurkel, comme l'inceste et la bestialité) et ont été frappés d'impureté, les législations bibliques du Décalogue, du Deutéronome, du Lévitique et du Code de sainteté s'intéressent au respect de la morale divine, à la pureté et aux rites. De même, la notion de justice divine fait que ses conséquences ne se règlent pas en priorité par le biais des institutions judiciaires mais plutôt par des moyens religieux et magiques. La question du mal et de l'origine des maux frappant les humains intéresse plus les spécialistes de l'exorcisme, car les divinités châtient en suscitant des maladies ou d'autres types de malheurs (défaites militaires, mauvaises affaires, etc.) et les exorcistes ont pour but de réparer les relations entre les deux par des rituels. En allant au bout du raisonnement, il est possible de faire une analogie entre le rôle du juge et celui de l'exorciste, les deux étant chargés de vaincre le mal et de faire triompher l'ordre voulu par les dieux. Certains rituels d'exorcisme mésopotamiens se présentent d'ailleurs comme des procès tenus en présence de dieux qui rendent leur jugement,. Dans les affaires judiciaires, il est courant d'en appeler aux divinités lorsqu'on ne sait pas résoudre un cas par d'autres moyens, en faisant prêter un serment par les dieux aux parties impliquées, en recourant à l'ordalie, épreuve servant de jugement divin, et à la divination pour désigner un coupable.
Parmi les dieux du Proche-Orient ancien, le juge par excellence est le dieu-soleil, Shamash en Mésopotamie. Il est le « Juge du Pays », celui qui passe au-dessus de la Terre chaque jour et peut ainsi voir tout ce qui s'y passe, y compris ce qui est invisible aux humains, donc débusquer les criminels. Ce rôle est bien connu par sa présence dans le Code de Hammurabi, où il inspire aux rois ses jugements justes, et est représenté sur le sommet de la stèle en train de transmettre les insignes de la royauté au souverain. Au quotidien, ses sanctuaires jouent un rôle dans l'exercice de la justice, puisqu'on y prête des serments en présence de ses insignes divins (notamment un filet qui sert à capturer les mauvais). 
Néanmoins, Shamash n'a pas l'exclusivité du domaine judiciaire, les divinités tutélaires locales intervenant souvent dans ce domaine, notamment en étant invoquées dans des serments et en étant impliquées dans l'exercice de la justice. Par exemple le dieu-lune Sîn a un rôle judiciaire dans sa cité d'Ur. À Mari (Syrie), le dieu local Itur-Mer est souvent invoqué dans les serments, et il semble aussi qu'on lui prête la capacité de résoudre des affaires judiciaires, puisqu'on sort sa statue de culte sur des lieux de délits afin de pouvoir déterminer des coupables,. Un portail du sanctuaire d'Assur abrite sept juges divins et l'arme du dieu, devant laquelle des serments étaient prêtés, et sert de lieu où l'on rend la justice. Parmi les personnifications divines liées au domaine judiciaire, en plus de Kittum et de Misharum déjà évoqués, on connaît une déesse mésopotamienne appelée Mamitu (parfois Mami ou Mamê) qui est la personnification du serment (māmītu(m)), et intervient en particulier pour châtier ceux qui rompent leurs serments. Elle est associée aux divinités infernales et destructrices Nergal et Erra.

### L'idéal du roi juste

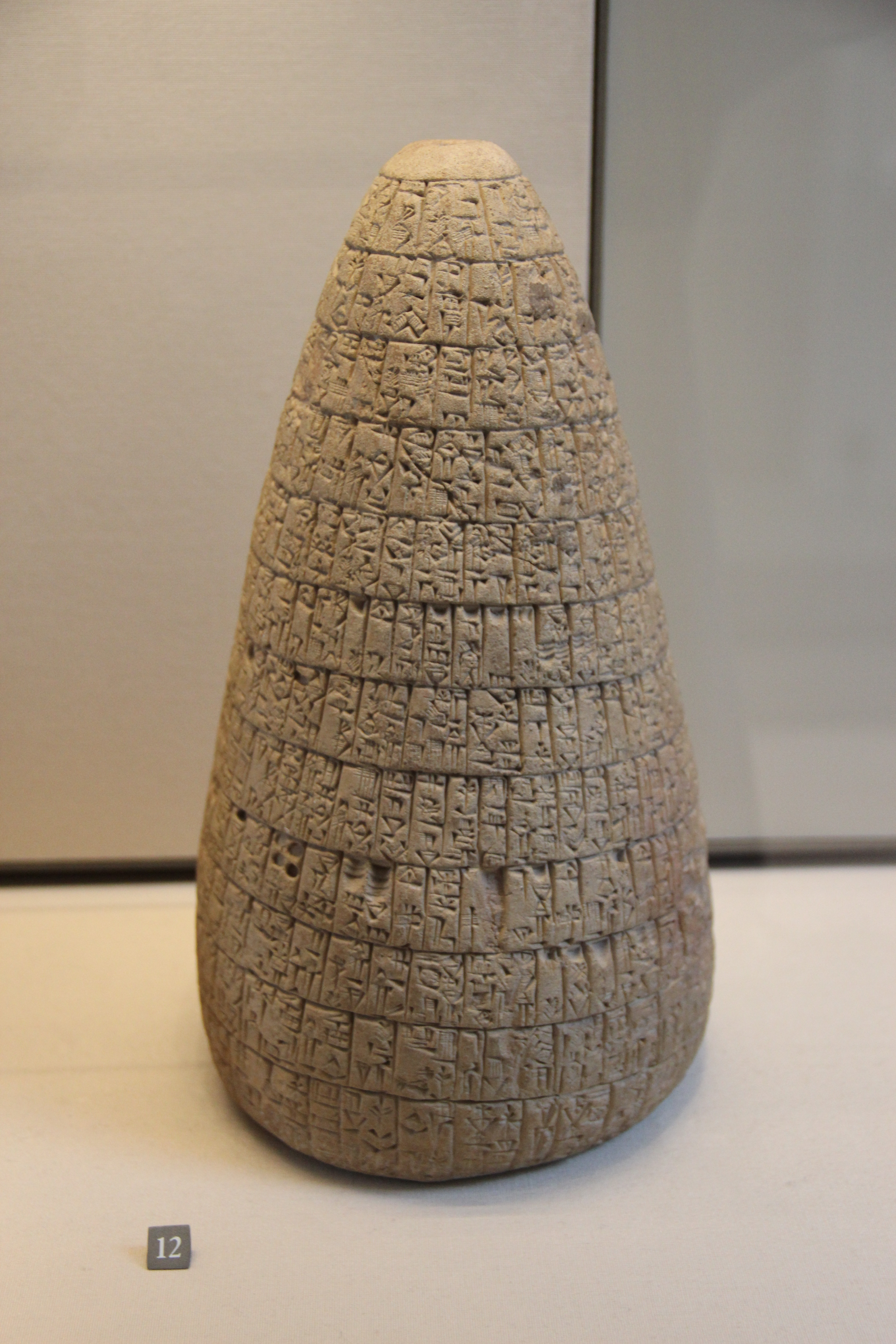
Inscription sur cône d'argile du roi Urukagina de Lagash (seconde moitié du). Il s'agit de la plus ancienne attestation de l'idéologie du « roi juste », promulguant des réformes visant à combattre les abus du personnel administratif de son royaume au détriment des plus faibles. Musée du Louvre.

Les rois du Proche-Orient ancien sont perçus comme les représentants des divinités sur terre, leurs intermédiaires auprès du reste des humains. Leur légitimité à régner dérive toujours en grande partie des dieux, et ils doivent se conformer à leurs directives. C'est donc à eux qu'il incombe de faire appliquer la justice divine et de faire régner l'équité, et même d'être l'incarnation terrestre de la justice divine, ce qui est aussi mis en lien avec leur devoir d'assurer l'ordre et la prospérité du royaume qui leur a été confié. Dès le XXIVe siècle av. J.-C., cet idéal est synthétisé dans les édits proclamés par le roi Urukagina de Lagash, autour de trois piliers que sont la rémission des dettes, la protection des faibles contre les puissants, et le rétablissement de l'ordre public administratif et fiscal. Cela est résumé dans le Code de Hammurabi par la notion de « roi de justice » (šar mīšarim), et évoqué dans la Bible hébraïque par la fameuse histoire du jugement de Salomon (Rois 1, 3, 13-28). Plusieurs proverbes de la Bible hébraïque évoquent cela : le roi qui rend la justice verra son trône raffermi (Proverbes 16, 12), dissipe le mal (20, 8) et assure la solidité et la stabilité du royaume (20, 4 et 9). Les monarques doivent prendre (sur inspiration divine) les mesures appropriées pour cela, ce qui explique pourquoi ils ont le rôle de juges suprêmes du royaume, dernier recours contre les mauvais et le mensonge, auxquels toute personne s'estimant victime d'injustice doit pouvoir faire appel, et qui ont le devoir de corriger les situations les plus injustes par des édits annulant les prêts usuriers. Ils sont les principaux législateurs de leur royaume, avec une pratique normative qui se traduit surtout par des édits/décrets de portée limitée. Mais cela semble plutôt secondaire dans leur statut de roi de justice. Certains ont également promulgué des « codes », quelle que soit la portée exacte de ces « lois » (cf. plus bas) et s'inscrit en premier lieu dans une propagande sur leur rôle de justicier redressant les torts,,,,,. Tout cela ne veut pas pour autant dire que l'application de la justice et de l'équité repose en principe sur leurs seules épaules : c'est un devoir collectif (celui de tout Israël dans la Bible hébraïque), concernant en particulier ceux qui ont une fonction de juges,.

### Coutume et «loi» royale
Les droits du Proche-Orient ancien sont coutumiers,,, : ils reposent sur un ensemble de règles acceptées par la majorité, des usages auxquels on se sent obligé de se conformer en raison de leur caractère ancien et traditionnel. La coutume est la source des règles qui ont une autorité juridique. Cela confère donc à première vue un caractère conservateur à ces droits. Le fait que la coutume s'impose aux autorités ressort par exemple d'un passage du texte hittite des instructions aux gouverneurs de régions frontalières, concernant les peines à appliquer en cas d'« abomination » : « Depuis les temps anciens, la règle impérative concernant les abominations dans les districts est la suivante : dans toute ville où l’on a pratiqué l’exécution, on continuera à exécuter ; dans toute ville où l’on a pratiqué le bannissement, on continuera à bannir. »
Le roi est à la fois la principale autorité judiciaire et législative du royaume, donc potentiellement une source d'évolution du droit, par ses jugements et parce qu'il a le pouvoir d'édicter des normes officielles, sans être forcément contraint par les règles existantes,. Il est probable que la justice royale ait joué à certains moments un rôle uniformisateur, par exemple lorsque le Hammurabi implante des juges royaux dans des territoires nouvellement conquis, voire par la promulgation de son Code, s'il a effectivement eu un usage juridique. Mais l'influence du roi sur le droit coutumier et les normes en vigueur est discutée. Cela s'inscrit dans des débats plus larges sur la capacité réelle de régulation des souverains, le degré de contrôle qu'ils exercent sur leur population et la nature des « États » de ces périodes, qui ont des moyens d'agir qui sont limités au regard des standards modernes et probablement aussi de leurs propres ambitions. La documentation ne permet pas de trancher, puisque les plaignants et plaideurs n'invoquent pas de règle de droit dans les litiges, que ce soit la coutume ou une autre règle, et qu'il est très rare que les verdicts de procès ou d'autres documents juridiques fassent référence à une base légale, même s'il existe bien quelques références à des décrets royaux dans des jugements d'époque paléo-babylonienne,. Selon R. Westbrook, suivi par une majorité des spécialistes du sujet, certaines réglementations, notamment les édits royaux (édits de « justice sociale » mésopotamiens, édits « constitutionnels » et « administratifs » hittites), ont bien eu une application juridique. Mais mais elle est limitée dans l'espace et le temps, qui fait qu'on ne peut les considérer comme des « lois » au sens moderne du terme. Les « codes » et autres recueils de lois n'auraient quant à eux pas eu de valeur juridique, car on n'en trouve aucune référence dans des décisions juridiques,. Ils servent à tout le moins à affirmer l'autorité du roi et son rôle dans l'application de la justice,. Durant l'époque paléo-babylonienne, il existe aussi des sortes de rescrits prononcés par un roi après qu'une demande de solution lui ait été transmise par des juges dans l'impasse face à une affaire complexe. Selon S. Démare-Lafont, une certaine souplesse règnerait dans le choix des normes juridiques à suivre. Il y aurait un principe général de subsidiarité qui donne la priorité aux droits locaux mais permet de se référer à diverses sources du droit selon les circonstances, y compris le droit royal (dont on retrouve le rôle unificateur), en y incluant les « codes ». Cette souplesse ressort aussi de l'analyse des droits successoraux de la Babylonie du XVIIIe siècle av. J.-C. : plusieurs formes de partage sont attestées, parfois dans une même cité, parfois pour un même individu. Cela indique qu'il n'y a pas de norme contraignante et qu'un choix peut être possible au moment de la réalisation d'un acte juridique privé,,.
On repère plus généralement dans l'opposition entre sources juridiques « publiques » et sources juridiques « privées » une opposition entre une justice par en-haut, plus formelle et ancrée dans les traditions lettrées, et une justice par en-bas, plus populaire et ancrée dans la coutume. Cela se traduit notamment par l'emploi d'un vocabulaire juridique différent dans ces deux contextes. L'innovation juridique est aussi possible dans la seconde, comme cela se voit dans les contrats privés qui adaptent des formulaires déjà existants à de nouvelles fins. 
Les rédacteurs des textes bibliques ont également fait preuve d'une certaine capacité à innover, en puisant dans les droits traditionnels pour les reformuler et les inscrire dans un contexte théologique original focalisé sur le dieu unique Yhwh, avec en particulier le développement de l'idée de révélation divine de la loi. Les passages juridiques de la Bible hébraïque sont devenus une source du droit dans le judaïsme (puis le christianisme), en raison du caractère sacré de ce livre.
Quant à l'existence d'une forme de jurisprudence, elle est discutée. Il n'y a pas d'habitude de se référer à des anciennes affaires durant un procès. Mais il semble que cela soit possible dans certains cas, notamment sur la foi de passages bibliques (Nombres 27, 1-11), ce qui indique que des précédents pourraient parfois servir de modèles,. C'est aussi possible dans le cas du Code de Hammurabi, si on admet que certaines de ses « lois » dérivent de cas ayant effectivement eu lieu. Certains des compte-rendus de procès copiés dans les écoles de Nippur pourraient reprendre des affaires célèbres ayant véritablement eu lieu et qui sont devenues des cas d'école enseignés dans le cadre de la formation juridique. Il est aussi possible que des jugements royaux d'époques achéménide et séleucide (Ve – IIe siècle av. J.-C.) aient servi de modèles aux juges de ces époques pour rendre leurs verdicts. Les recueils de résumés de décisions judiciaires d'époque néo-sumérienne (XXIe siècle av. J.-C.) pourraient aussi témoigner de mêmes pratiques à une époque plus reculée.

### Savoirs juridiques
Les différentes interprétations des « codes » impliquent quoi qu'il en soit qu'il existe dans une certaine mesure une forme de doctrine et des experts du droit, des « juristes » du Proche-Orient ancien, et donc une « science » juridique qui réfléchit sur la norme juridique en suivant des principes similaires aux autres disciplines savantes du Proche-Orient ancien (notamment la médecine-exorcisme et la divination). Ce savoir aurait une base empirique mais aussi spéculative, avec des spécialistes, issus du milieu des scribes et lettrés, qui puisent dans la masse des droits coutumiers afin de développer des réflexions intellectuelles, aussi par des exercices d'extrapolation à partir de cas théoriques de base (comme les dommages créés par un bœuf). Cela leur permet de présenter des sortes de recueils de sagesse judiciaire, voire une conception plus générale de la justice et de son exercice. Les liens exacts qu'entretiennent ces « juristes » avec les juges et l'influence qu'ils ont pu avoir sur eux restent néanmoins indéterminés. Il faut quoi qu'il en soit potentiellement aussi prendre en considération l'influence du milieu des scribes et des traditions savantes dans les sources du droit,,. 
Se pose aussi la question de l'apprentissage du droit. Une partie des textes juridiques connus en Mésopotamie proviennent de lieux d'apprentissage des scribes, donc des écoles, en particulier celles de Nippur qui avait été surnommée la « ville des juges », ce qui pourrait indiquer un rôle particulier dans l'enseignement du droit. Cette éducation se fait donc dans le cadre d'un enseignement plus général, ayant au minimum pour but de former des scribes, voire de véritables spécialistes (des « savants » ou « lettrés »). Au niveau élémentaire, celui visant à donner une bonne maîtrise du système cunéiforme, sont enseignées les bases du vocabulaire juridique (grâce à des listes lexicales) ainsi que des formulaires de contrats simples, pour en permettre la rédaction dans la vie courante. Au niveau avancé sont enseignés du vocabulaire plus complexe et des règles juridiques, là encore dans un cadre généraliste. Ensuite un niveau spécialisé devait exister. Les recueils législatifs (voire des exemples de jurisprudence) jouent un rôle important dans cet enseignement, comme indiqué par le fait qu'ils nous sont souvent parvenus sous la forme de textes scolaires. Ils permettent de s'imprégner de la réflexion juridique mésopotamienne, sous la forme de listes de cas, comme cela se fait dans les autres disciplines savantes (médecine, divination, mathématiques). Cela a pour but de former des spécialistes qui sont autant des parangons de vertu que des gens compétents dans le domaine juridique,.

### Gestes, paroles et écrit
La place de l'oral dans le droit implique elle aussi de ne pas regarder les textes juridiques du Proche-Orient ancien de la même manière que des textes juridiques modernes. En effet la vie juridique de cette période repose principalement sur des paroles et des gestes, et secondairement sur des écrits. Un acte juridique, que ce soit un mariage, une alliance, une vente, etc. est conclu par les paroles échangées entre les différentes parties, la prestation d'un serment et l'accomplissement de gestes symboliques, sous le regard de témoins et de divinités (servant de garants et liés à l'acte par le serment). En ce sens, il peut être considéré que les textes de la vie juridique qui sont connus ne sont que des mise par écrit de transactions orales, des sortes de protocoles, ayant souvent une valeur de preuve de l'existence de l'acte, auquel on peut faire référence dans le futur en cas de litige (au même titre qu'on recherche des témoins, ou l'avis des divinités en dernier recours),. Il ne faut en tout cas pas opposer oral et écrit dans la vie judiciaire : l'un n'exclut pas l'autre, au contraire ils ont un rôle complémentaire. 
L'aspect oral du droit se retrouve dans le fait que les hérauts jouent un rôle important dans la diffusion des informations juridiques. À l'époque médio-assyrienne (v. 1400-1000 av. J.-C.), la procédure des ventes foncières implique la proclamation orale publique par un héraut afin de s'assurer qu'il n'y ait pas de contestations. Puis un acte est rédigé en plusieurs exemplaires, dont un est préservé dans un registre tenu par l'administration.
Le serment oral joue un rôle primordial dans la vie judiciaire. Il peut s'agir d'un serment promissoire (qui s'engage pour l'avenir) qui permet de renforcer l'obligation entraînée par un contrat, ou d'un serment probatoire (qui atteste d'un fait passé) qui a valeur de preuve lors d'un litige où les éléments matériels et les témoins humains font défaut. Le serment consiste en la prononciation de paroles solennelles devant témoins, en invoquant des divinités (et dans certains cas aussi le roi) qui deviennent les garantes d'un acte juridique, et sont le cas échéant chargées de châtier ceux qui l'enfreindraient. Cette menace est manifestement prise au sérieux, puisque des cas sont connus dans lesquels des personnes se désistent d'un litige par peur du parjure. Pour renforcer sa symbolique, il peut être prononcé devant des symboles divins, dans un sanctuaire. Néanmoins, son importance doit être relativisée : le serment promissoire n'est pas employé dans la majorité des contrats, et ne semble nécessaire que dans certains cas impliquant des engagements majeurs (en particulier lors de fiançailles et d'une alliance politique), tandis que le serment probatoire n'intervient dans un litige qu'après les témoignages et preuves écrites, ce qui indique qu'on lui accordait moins de confiance,,,.
La prestation de serment est souvent accompagnée de gestes symboliques la renforçant, et avec elle l'acte juridique concerné. Un mariage s'accompagne d'une gestuelle (notamment couvrir la tête de la femme, ou l'oindre d'huile), de paroles solennelles et aussi dans certains cas d'un repas. En Babylonie ancienne, on nouait lors du mariage les vêtements des mariés, et à l'inverse lors d'une répudiation la frange du vêtement de l'épouse était coupée. Lors d'une vente de champ dans le sud mésopotamien, un monceau de terre est jeté dans un canal. Lors d'une vente d'esclave, il passe devant un pilon symbolisant manifestement le passage d'un maître à un autre. Les accords diplomatiques de l'époque paléo-babylonienne sont marqués par des sacrifices d'ânons,.

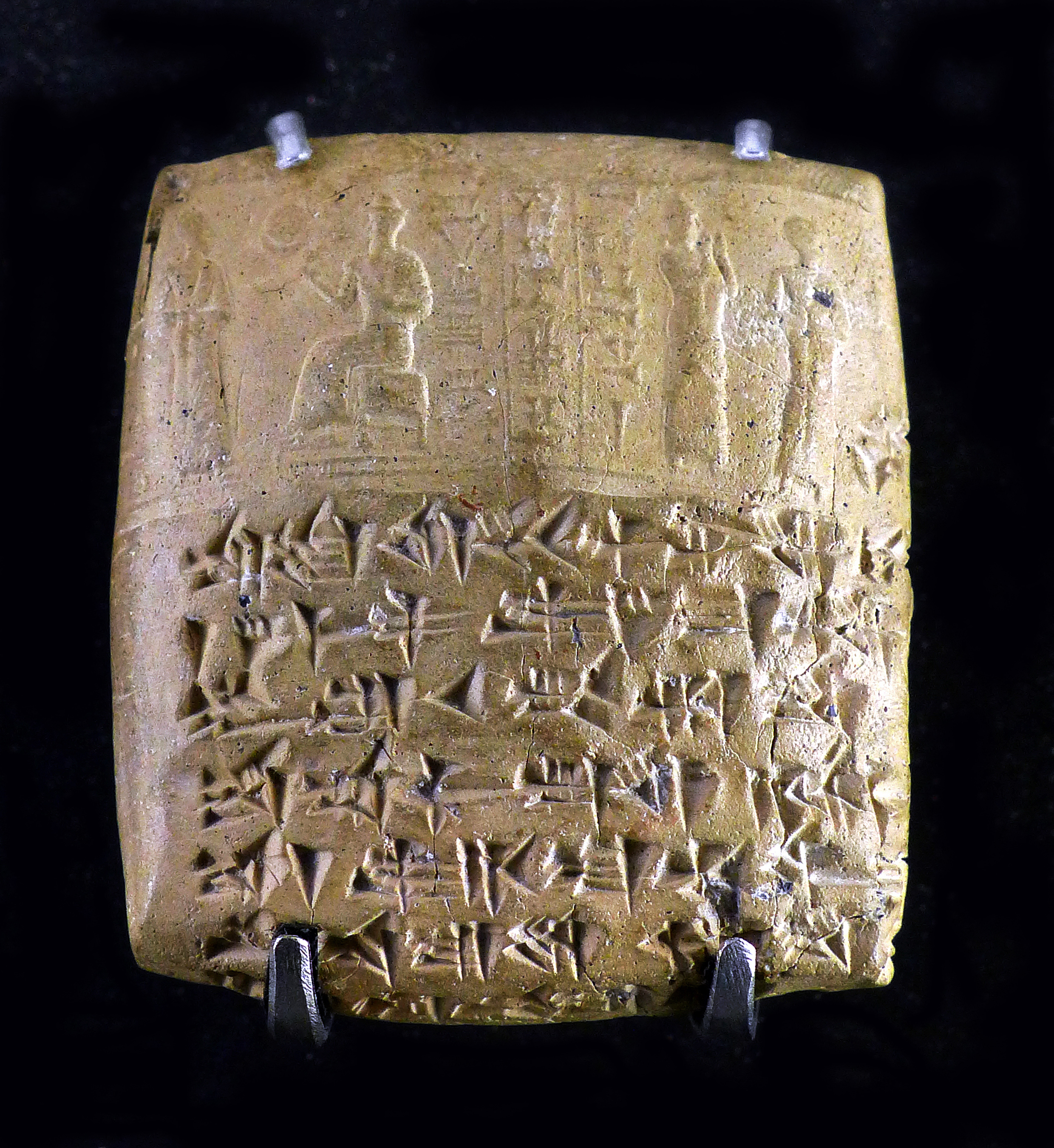
Tablette enregistrant une donation du roi Niqmaddu d'Ugarit avec contre don, scellé avec le sceau dynastique. Seconde moitié du Musée du Louvre.

L'écrit n'est pas obligatoire pour la conclusion d'un contrat ou d'un acte juridique quelconque, car ce n'est pas lui qui génère d'obligation, mais le serment oral. Il est employé pour au moins trois raisons principales : quand des ressources économiques importantes sont impliquées ; quand les parties impliquées s'écartent de la forme traditionnelle de l'acte ; pour servir de preuve en cas de litige, notamment devant un juge. Un acte écrit peut également servir à contourner une loi, créant une fiction juridique. Il intervient donc plus dans des cas inhabituels, qui sortent de la norme, que dans des cas courants et ordinaires (ce qui introduit un biais dans la documentation disponible). Le rôle de l'écrit semble néanmoins être de plus en plus important avec le temps, comme l'indique l'essor des contrats privés écrits à partir du début du IIe millénaire av. J.-C. et les soins qui semblent apportés à leur archivage. Ils peuvent alors servir de preuve sur plusieurs générations. Lors de ventes de biens, les anciens actes de vente sont souvent transmis au nouveau propriétaire. Dans la seconde moitié du même millénaire, ce sont les accords diplomatiques qui sont de plus en plus couchés par écrit et conservés. L'authentification des documents par un sceau (le plus souvent un sceau-cylindre qui se déroule horizontalement sur une tablette d'argile), certes pas systématique, est un autre geste à la fois symbolique et pratique lié à l'écrit,.

## Institutions et administration

### Les institutions du Proche-Orient ancien
Les entités politiques du Proche-Orient ancien sont pour l'essentiel des monarchies, dirigées par un souverain, désigné par les historiens modernes comme un « roi ». C'est un personnage qui gouverne pour le compte des dieux, qui l'ont choisi pour ce rôle, dont les principales attributions sont d'assurer le bon déroulement du culte, la victoire militaire et la paix, la justice et la prospérité du pays,,,. Selon les conceptions de l'époque, son pouvoir est conçu comme celui d'un chef de maison dont l'unité domestique comprend tous les gens de son royaume. Il n'y a donc pas à proprement parler d’État indépendant de sa personne, puisqu'il l'incarne et le gouverne de manière avant tout personnelle et patrimoniale. La notion antique qui s'approche le plus de l'idée moderne d’État est le « Palais » (la « Grande Maison », é-gal, en sumérien ; qui a donné ekallu(m) en akkadien). Il s'agit certes de l'édifice du pouvoir, mais aussi du domaine possédé directement par le roi (avec des bâtiments, des champs, des troupeaux, des serviteurs, etc.), donc son patrimoine « privé », qui ici a un caractère « public » (notions là encore anachroniques), et une institution économique et premier plan et le lieu d'où est dirigée l'administration centrale et où se trouvent les archives royales,. Le Palais peut être vu comme la personnalité administrative du roi, voire dans une certaine mesure une entité juridique indépendante.
L'exercice du pouvoir est généralement très personnalisé et l'administration peu bureaucratisée : le roi gouverne avant tout avec l'aide de ses proches, sa famille ou des gens qui lui sont loyaux et fidèles. Les branches du gouvernement ne sont pas strictement définies, et il n'y a pas de distinction entre le judiciaire et l'exécutif : les principaux représentants du pouvoir peuvent être amenés à servir de juge, répliquant à leur niveau la fonction du roi de justice, par délégation et aussi suivant les directives royales,. Les circonscriptions administratives sont principalement organisées autour de provinces et des localités (villes, villages, aussi des quartiers dans les grandes villes). Le niveau provincial reprend à son échelle le modèle central, avec pour personnage principal le gouverneur, tandis que le second est généralement organisé autour d'institutions collectives de notables et/ou d'Anciens, qui peuvent avoir pour représentant un « maire »/« bourgmestre ». Certaines cités de Haute Mésopotamie et de Syrie disposent à des époques anciennes d'assemblées de notables ayant un rôle prépondérant dans leur vie politique (Assur, Emar, Tuttul),,. 
Une grande partie des espaces du Proche-Orient ancien sont occupés par des groupes nomades ou semi nomades (dans lesquels une partie de la population pratique le nomadisme pastoral, l'autre vit dans des villages), qui sont organisés suivant un système tribal, avec des groupes ayant chacun leur chef et des assemblées périodiques réunissant les chefs de clans. Les principales populations tribales ayant en bonne partie un mode de vie nomade sont, dans l'ordre chronologique, les Amorrites, les Araméens et les Arabes, mais bien d'autres sont attestées. Une partie significative de ces groupes a tendance à se sédentariser avec le temps (en sachant qu'il y a aussi des mouvements inverses en période de crise), et des chefs tribaux fondent souvent des dynasties qui dirigent des royaumes « traditionnels » reposant sur des centres urbains. Quand ils sont principalement nomades, ils échappent à la documentation (écrite comme archéologique), l'exception étant l'époque des archives de Mari, qui offre de précieuses informations sur les coutumes des groupes tribaux amorrites, qui sont alors semi-nomades, interagissent avec les sociétés urbaines, mais échappent souvent au contrôle des rois,,. Ils ont des coutumes propres qui sont une part essentielle de leur identité, reposant notamment sur des principes d'honneur et de vengeance (niqmum, un « prix du sang ») que le roi local tente de juguler, aussi l'établissement de liens tribaux et d'alliances (leurs usages ont manifestement une influence sur les pratiques diplomatiques de l'époque), ainsi que la détermination des zones de pâtures.
Les sanctuaires jouent un rôle important au niveau local, car il est courant qu'une cité ait un temple majeur dédié à sa divinité tutélaire, qui y dispose d'un grand prestige et d'un important domaine foncier, tout en employant une grande partie de la société, avec une administration hiérarchisée, placée sous tutelle du pouvoir royal,,. À certaines périodes les institutions des sanctuaires (organisées collectivement) peuvent disposer d'une autonomie assez large et organiser une bonne partie de la vie politique locale. Dans la vie juridique et les affaires, on se rend souvent au temple pour place les actes sous les auspices divins : prêter des serments et tenir des procès, conclure des partenariats commerciaux et y faire leurs comptes, déposer des copies solennelles de textes officiels (stèles des « codes », traités de paix, donations royales). Le temple d'un dieu est considéré comme sa « maison », donc ses possessions sont les siennes, qui explique le fait que les atteintes qui lui sont faites (notamment les vols) puissent avoir un aspect aggravant car on touche aux biens consacrés au dieu. Dans certains cas le dieu prend même une personnalité juridique (qui représente le sanctuaire) afin de conclure des contrats, comme des prêts où il est en position de créancier, ou des associations commerciales dont il est un investisseur,.
En Mésopotamie se trouvent également des guildes marchandes (kāru(m) ; le terme désigne à l'origine le « quai », port fluvial qui est le quartier marchand par excellence en Basse Mésopotamie) qui sont importantes dans les activités commerciales, et disposent parfois d'un certain degré d'autonomie (les comptoirs assyriens en Anatolie au début du IIe millénaire av. J.-C.),.
L'unité de base des sociétés du Proche-Orient ancien est la « maison » ou « maisonnée » (sumérien é, akkadien bītu(m), hébreu bayith), une famille étendue organisée autour du chef de famille, qui est en général un homme (on parle souvent de la « maison du père »), avec son épouse, ses enfants, ses serviteurs, potentiellement aussi ses parents et frères/sœurs. Le statut social du chef de famille, sa profession et son patrimoine déterminent la place de la maisonnée dans la société. Il est l'autorité principal dans son foyer, le représente et dirige ses relations avec le reste de la société (les autorités et les autres familles), pouvant engager la responsabilité de ses membres,.

### Instructions et serments royaux
L'aspect personnel de l'exercice du pouvoir se voit dans les différents documents de serments prêtés envers des rois par certains de leurs serviteurs ou de leurs sujets, qui ont une portée politique ou administrative. Ils sont notamment documentés dans le royaume de Mari (Syrie) dans la première moitié du XVIIIe siècle av. J.-C. : des membres de l'administration comme des gouverneurs et des employés du palais prêtent serment de fidélité et de probité ; des serments collectifs de loyauté envers le roi sont jurés par des portions importantes de la population du pays, dans un contexte politique trouble car les changements de souverain se font alors dans la violence,. Plusieurs serments de fidélité au roi sont attestés en pays hittites, notamment ceux prêtés par les plus hauts dignitaires du royaume ainsi qu'un rituel complexe durant lequel des soldats s'engagent envers leur monarque en s'exposant à des malédictions lourdes,. Dans l'empire néo-assyrien de la première moitié du VIIe siècle av. J.-C., des serments collectifs d’allégeance (adê) sont imposés aux personnages les plus importants du royaume et à la population, afin de conforter la légitimité des successeurs désignés, là encore dans un contexte de luttes de pouvoir souvent âpres,.
À défaut de règles « constitutionnelles », le respect du roi et les relations entre celui-ci et ses subordonnés et les autres institutions sont encadrées ponctuellement par des textes normatifs, même si une grande partie des communications de ce type se fait sans doute oralement. La seule loi successorale couchée par écrit provient du pays hittite, avec l'édit de Télépinu (v. 1500 av. J.-C.) qui donne l'ordre successoral à suivre, alors que le pays est confronté à des rivalités intestines au sein de la famille royale. Du pays hittite proviennent aussi divers textes d'instructions et de protocole à des membres de la cour et de l'administration royale (référencés CTH 251 à 275), comme les « Seigneurs de tour de guet », les gouverneurs des provinces frontalières (des « marquis »). En Assyrie, les règlements les mieux connus sont les « édits de harem », compilés vers 1100 à partir de matériaux plus anciens, qui contiennent un ensemble de dispositions sur la vie de la cour, et en particulier du harem royal. Dans l'empire néo-babylonien au VIe siècle av. J.-C., des édits ou des sortes de chartes règlementent les affaires économiques et rituelles des temples. Autrement, les directives administratives émanant du roi (nominations, décisions de justice, travaux) sont communiquées par des lettres,, qui prennent parfois le caractère de « circulaires » dans les comptoirs assyriens du XIXe siècle av. J.-C., ou des édits ponctuels aux époques récentes,.

## L'exercice de la justice

### Juridictions
Plusieurs personnes disposent d'une autorité judiciaire, donc d'un droit de juger, dans les sociétés du Proche-Orient ancien. Cela va généralement avec une autre forme d'autorité, politique, sociale, religieuse ou économique. Mais cela n'entraîne pas forcément un droit à punir.
Les chefs de famille ont ainsi une autorité judiciaire sur les membres de leur foyer, en tant que mari de leur épouse, père de leurs enfants, et maître de leurs esclaves. Cela lui donne notamment le droit d'infliger des châtiments corporels aux membres de sa famille, quoi que les recueils législatifs semblent indiquer une tendance à limiter cela. Il n'a en tout cas pas la possibilité de les mettre à mort.
À l'autre bout de la hiérarchie des maisonnées, le roi est le juge suprême du royaume, ce qui est la traduction concrète de l'idéal du « roi de justice », même si dans la pratique plusieurs textes indiquent que les rois ne sont pas des parangons de justice et peuvent prendre des décisions extrêmement arbitraires et cyniques. Il doit en principe être accessible à ses sujets, qui peuvent faire appel à son jugement quand ils s'estiment traités injustement, notamment face aux abus de représentants du roi. C'est en particulier le cas en Haute Mésopotamie (Nuzi, Assyrie) où les individus impliqués dans un litige peuvent solliciter l'intervention du monarque. Le roi a plus spécifiquement le monopole sur le jugement des crimes les plus importants, qui impliquent la peine de mort (notamment les conspirations, les trahisons, les incitations à la révolte). Son rôle juridique lui permet aussi de gracier les condamnés à mort. Mais il délègue dans la plupart des cas son autorité à des juridictions de rang inférieur, et avec le temps les rois semblent de moins en moins se mêler des affaires locales,,.
La délégation de l'autorité par le pouvoir royal permet aux membres de l'administration d'avoir une fonction judiciaire, notamment les gouverneurs provinciaux et les « chefs » locaux (comme les « juges » bibliques),,. Les hommes libres d'une localité peuvent aussi rendre la justice, quand ils se réunissent en assemblée ou en conseil des Anciens. Ils interviennent dans les affaires locales, quand elles impliquent une connaissance des us et coutumes juridiques traditionnels, notamment en matière patrimoniale. Ces personnes peuvent aussi être sollicitées dans des affaires graves, pour témoigner ou réunir des éléments de preuve. Les marchands d'un lieu forment aussi une institution collégiale, le « quai » (kāru(m)) qui peut intervenir dans les litiges commerciaux, aussi des disputes sur les héritages de marchands,.
Il existe des juges professionnels, appelés explicitement « juge » (dayyānu(m) en akkadien). À l'époque paléo-babylonienne il existe des « juges du roi » qui sont explicitement des délégataires de l'autorité judiciaire du roi. Il s'agit d'hommes issus de milieux aisés, instruits et proches du palais. Il est généralement attendu d'un juge qu'il soit un individu irréprochable moralement, et aussi qu'il dispose d'une expertise dans le domaine juridique. Comme vu plus haut il y a des indices sur une formation spécialisée dans le domaine juridique en Mésopotamie, et dans bien des cas il semble que la charge se transmette au sein d'une même famille. La fonction de juge n'est pas forcément la seule activité de ces personnes, puisque certains juges cumulent ce rôle avec d'autres métiers ou des fonctions administratives,.
Les corps judiciaires ont des pouvoirs coercitifs, souvent liés à l'autorité législative. Ils peuvent disposer de personnel chargé d'exécuter les ordres. Des prisons ou du moins des lieux de confinement existent pour détenir des personnes dans divers cas : des condamnés purgeant une peine certes, mais aussi des gens en attente de jugement, des esclaves en fuite, et surtout des gens retenus de force pour accomplir un travail forcé, qu'il s'agisse de particuliers réduits en servitude pour dette ou des captifs de guerre,.

### Litiges et procès

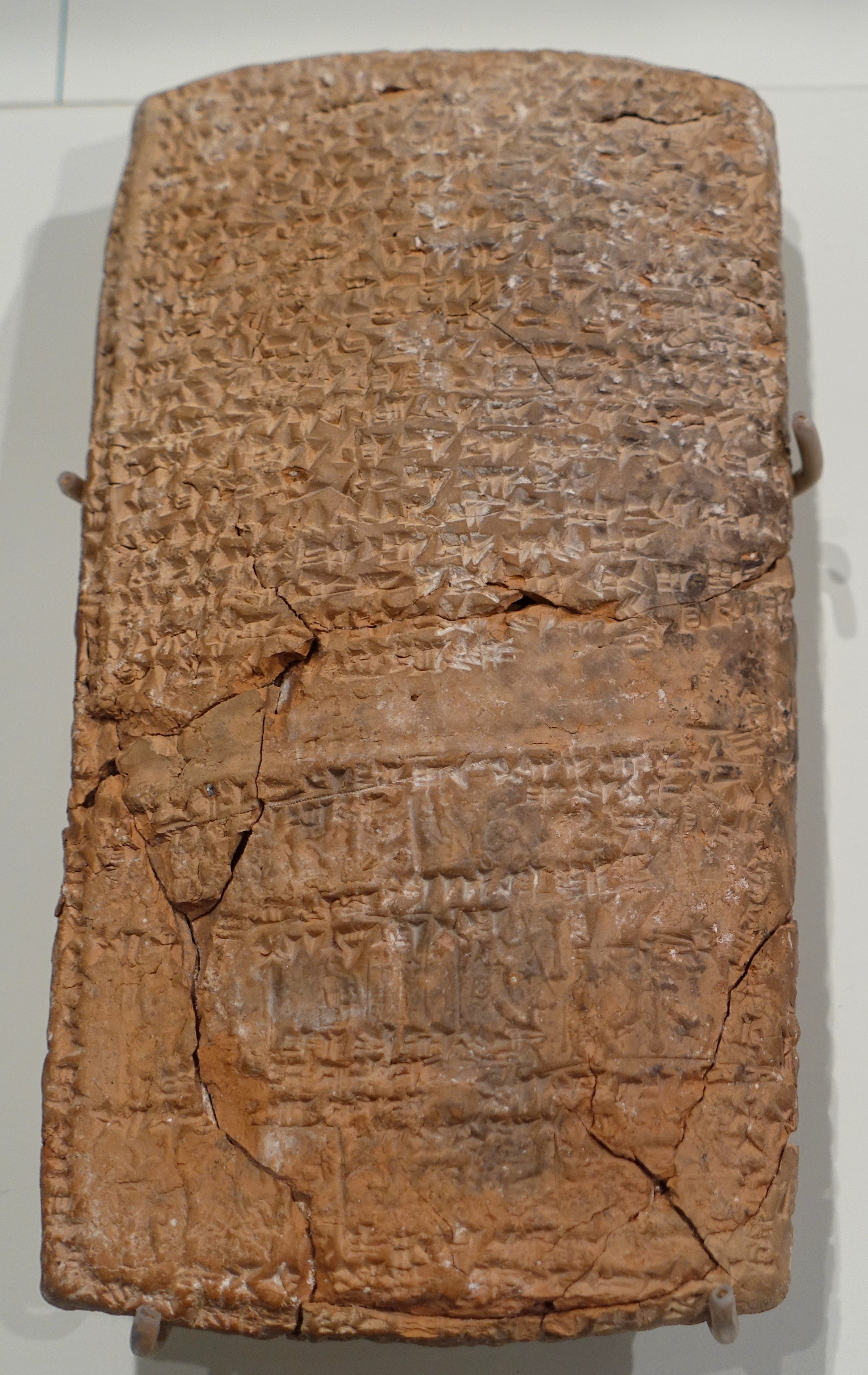
Tablette juridique de Nuzi (Mésopotamie du nord,) : compte-rendu de procès, dispute au sujet de la possession d'un domaine foncier. Musée de l'Oriental Institute de Chicago.

Les personnes impliquées dans des litiges cherchent souvent à trouver une solution en trouvant des règlements sans aller auprès des instances judiciaires (ce qui peut être désigné comme de l'« infra-judiciaire » ou de l'« extra-judiciaire »). Le nombre somme toute limité de documents sur des procès semble d'ailleurs indiquer que c'est le mode de règlement privilégié des conflits, et que la conciliation des deux parties est vue comme une priorité, le verdict rendu par des juges étant le dernier recours. Cela peut s'expliquer par le fait que les procédures sont potentiellement longues et couteuses, voire dangereuses si elles peuvent conduire à une ordalie. Diverses tablettes documentent ainsi explicitement des règlements amiables, par proposition de règlement d'une des deux parties. Bien d'autres contrats peuvent dissimuler de telles procédures. Certaines procédures font intervenir des médiateurs, qui servent de conciliateurs voire d'arbitres. Ils sont choisis par les différentes parties afin de les aider. La procédure est en particulier documentée dans le milieu des marchands assyriens actifs en Anatolie au XIXe siècle av. J.-C., pour des litiges commerciaux. Les querelles sur l'héritage et les divisions de propriétés font aussi intervenir des médiateurs choisis parmi le voisinage. L'arbitrage donne lieu à rédaction de documents écrits pour enregistrer les modalités de règlement du litige. Les médiateurs peuvent aussi servir de garants et de cautions pour faciliter le règlement. Cela n'aboutit pas forcément à des règlements définitifs, certains litiges se prolongeant longtemps. Plus généralement on recherche le règlement d'une affaire par conciliation des deux parties, y compris quand un procès à commencé. Il arrive même qu'on emprisonne une personne de manière à l'inciter à accepter d'indemniser un plaignant, sans avoir recours à un procès,.
Les verdicts de procès sont rendus par des juges siégeant de manière collégiale, sauf le roi qui a le pouvoir de juger seul. Il n'y a pas tribunal à proprement parler, la réunion occasionnelle de juges, sur la demande d'un plaignant (qui dans certains cas a saisi physiquement l'accusé et l'a conduit au tribunal) ou d'une autorité, permettant le procès. Celui-ci est public. Il a souvent lieu aux portes des villes ou des temples, mais ce n'est pas systématique. Il s'agit majoritairement d'une procédure contentieuse, même s'il y a aussi des cas de recours gracieux. De toute manière il ne semble pas y avoir de procédure rigide. Comme vu plus haut, la conciliation des parties est recherchée à tout stade du procès, en particulier au début. La charge de la preuve incombe généralement au plaignant, sauf dans les affaires criminelles où l'accusé doit se disculper. Cela n'est pas forcément à son désavantage car en cas d'absence de preuves matérielles un serment lui permet de prouver son innocence,,.
Les jugements ne sont jamais motivés en droit, et la procédure est inquisitoire avec les juges qui conduisent les débats et tranchent sur la base de différents types de preuves qui peuvent leur être apportés, le but étant de discerner le vrai du faux. Si le coupable a été trouvé en flagrant délit, l'affaire se règle rapidement. Dans tous les cas, la priorité est donnée aux témoignages, à la condition de trouver des témoins. Les faux témoignages et calomnies sont sévèrement punis. Des documents écrits, en particulier des contrats, peuvent aussi servir de preuve documentaire. S'il n'y a aucune preuve de ce type, on a recours à des preuves qui sont du point de vue moderne non rationnelles : le serment par les dieux et l'ordalie. Il s'agit dans tous les cas de faire triompher la vérité en faisant appel aux divinités. Le serment a un aspect dissuasif, car la crainte d'un châtiment divin en cas de parjure semble réelle. L'ordalie, le jugement par les dieux, consiste à faire passer une épreuve aux accusés, qui doit prouver leur culpabilité ou leur innocence. C'est une procédure potentiellement dangereuse : elle implique souvent l'immersion dans un cours d'eau, ce qui peut entraîner la noyade,,.
Le verdict du procès est couché par écrit, afin de servir de garantie à la partie gagnante, ou alors de confirmer que le perdant a payé l'amende qui lui a été infligée (la majorité des peines étant financières). Il peut contenir des clauses de non-revendication, pour prévenir celui qui a eu gain de cause contre des réclamations futures,. Il n'existe pas de système d'appel, mais il y a des possibilités de recours, apparemment sans voie hiérarchique préétablie ni prescription, en présentant devant un nouveau tribunal une affaire, mais les conditions rendant cela possible nous échappent,,.

## Le droit des personnes
Le principal critère de distinction entre les personnes du Proche-Orient ancien la question de savoir si elles sont libre ou non-libres. Ces derniers sont des esclaves, ou du moins des personnes de statut servile, qui sont sous l'autorité d'un maître libre qui les possède. Autrement, il y a certes des inégalités de richesse et de statut entre les hommes libres, mais elles ont peu d'incidence sur le droit. Les principaux critères de distinction juridique au sein des personnes libres ont trait au genre et à la filiation.

### Les personnes libres
Les personnes libres sont organisées dans des unités domestiques, désignées dans la terminologie antique comme des « maisons », qui comprennent une famille sur deux ou trois générations, et éventuellement des serviteurs. Ces maison(née)s ne sont cependant pas en tant que telles dotées de personnalité juridique, celle-ci restant située au niveau des individus, principalement sur le chef de famille ou maître de maison. Celui-ci est l'archétype de l'homme libre. Le système successoral comme le culte des ancêtres de la famille sont patrilinéaires, construits autour d'un ancêtre qui est un homme (et qui peut donner un nom de famille en Babylonie récente). C'est lui qui prend les décisions les plus importantes, en particulier dans la vie publique, et son statut social détermine celui de sa famille. Son épouse et ses enfants ont pour finalité principale de l'aider à perpétuer la lignée, et ils sont placés sous son autorité et sa tutelle. Il n'a certes par une autorité absolue sur eux, notamment de vie ou de mort, mais il peut les engager juridiquement, ce qui se voit de la manière la plus criante dans les actes de ventes d'enfants par leurs parents, ou plus régulièrement dans le fait que c'est le père de famille qui décide du mariage de ses enfants et qu'il peut modifier leur part d'héritage ou leur dot. Les autres membres du foyer peuvent agir juridiquement, mais de manière limitée. Leur responsabilité peut être engagée par le chef de famille, ce qui explique que les torts causés par un homme libre puissent dans plusieurs cas être compensés par son épouse ou ses enfants (jusqu'à conduire à leur réduction en servitude).
Le statut des femmes libres dépend de plusieurs facteurs, en premier lieu sa situation par rapport au chef de maison. Classiquement, elle est d'abord la fille d'un homme libre, placée sous son autorité jusqu'à ce qu'il la donne en mariage à un autre homme, qui devient alors son « maître » (il peut aussi s'agir de son beau-père). Son statut ne devient complet et incontestable que quand elle a donné un héritier à la lignée qui l'a accueillie. Une veuve (voire une divorcée) peut être plus indépendante, voire devenir cheffe de maison le temps que son ou ses fils devienne(nt) adulte(s). Autrement, il y a très peu de femmes indépendantes : cela concerne surtout des catégories de prêtresses à certaines périodes. En tout cas rien n'empêche juridiquement une femme libre d'avoir ses propres propriétés, de conclure des contrats voire d'ester en justice.
Il n'y a pas de critère légal de majorité, mais la puberté occupe incontestablement une position-clé. Mais cela ne détermine pas l'autonomie d'un individu dans le foyer : en principe un fils est sous l'autorité de son père jusqu'à la mort de celui-ci, et une fille jusqu'à son mariage.

### «Citoyenneté»
Même si le concept de « citoyenneté » à proprement parler n'existe pas dans le Proche-Orient ancien, il y a bien un sentiment d'appartenance à une communauté, entraînant des droits et des devoirs. Les individus sont définis par leur statut de sujet d'un roi, leur lieu d'origine (par exemple « fils/fille d'Ugarit ») ou une appartenance ethnique (Akkadien, Amorrite, etc.). L'intégration dans un de ces groupes se fait par décision royale, ou bien par les moyens d'intégration familiale que sont l'adoption ou le mariage. Ces statuts peuvent avoir des conséquences juridiques : accès à la propriété foncière ; protection contre les abus des créanciers en cas d'esclavage pour dettes, et la possibilité de bénéficier des édits de rémission des dettes. Dans le royaume du Mittani, un statut spécifique proche de la citoyenneté existe, celui de ḫanigalbatutu (formé à partir du mot Hanigalbat, alors synonyme de Mittani), octroyé par le roi, qui donne accès à des privilèges. Un étranger de passage ou résident dans un pays n'a pas les mêmes droits que les autochtones, mais le roi est censé lui garantir une forme de protection. Il peut aussi lui octroyer un statut spécial, lui permettant notamment d'avoir accès aux tribunaux. Des accords diplomatiques peuvent traiter du statut des résidents d'un pays dans un autre (voir plus bas).

### Les statuts sociaux
Les sociétés du Proche-Orient ancien sont inégalitaires non seulement parce qu'il existe une opposition entre libres et non-libres, mais aussi en raison de différences de richesse et de statut,. Elles sont dirigées par une élite sociale formant un groupe aristocratique (ou des sortes de « patriciens ») aux contours flous, qui sont généralement proches du pouvoir et disposent des richesses (notamment les terres) et des fonctions majeures liées à l'administration du royaume et des temples, et/ou dans l'armée. Ces élites sociales disposent parfois d’un statut reconnu juridiquement dans les textes législatifs : l’’awīlum du Code de Hammurabi, l’a'īlu des Lois assyriennes, des sortes de « gentilshommes » (le terme sert au sens large à désigner un homme libre). Les suivent des groupes d'hommes libres qui ont un statut moins honorable dans ces textes (visible dans le fait que leur porter atteinte entraîne de peines moindres), respectivement le muškēnum (« celui qui se prosterne » ; le terme a donné notre « mesquin ») et l’aššurāiu (« Assyrien »). Ces « particuliers » sont-ils ceux qui sont soumis à l'autorité des institutions et des élites sociales, des « sujets » par excellence (mais libres), ou alors les personnes évoluant hors des cadres institutionnels dans les communautés villageoises ? Les implications exactes de ces statuts juridiques sont discutées. En tout état de cause, si ces termes se retrouvent dans des textes du quotidien, ils n'y ont pas d'implication juridique : rien n'indique que sur ce point les recueils de lois renvoient à des usages établis, ou qu'ils aient créé des statuts juridiques.
Les recueils législatifs s'intéressent aussi à des statuts sociaux moins larges, notamment ceux de femmes évoluant en dehors des cadres familiaux traditionnels. Le Code de Hammurabi s'intéresse en particulier aux religieuses appelées nadītum, des filles de bonne famille vouées à un dieu et disposant d'un patrimoine important, qui ne peuvent enfanter, même si certaines sont mariées à un homme. C'est surtout les questions patrimoniales qui intéressent ce texte (dispositions sur la dot/héritage). Cette catégorie est connue par des textes de la pratique de la même période, provenant en particulier de Sippar. Elles font notamment l'objet d'un « rescrit » du roi Samsu-iluna relatif aux obligations de leur famille par rapport à leur patrimoine,.
Parmi les documents sur les différents systèmes sociaux du Proche-Orient ancien, les textes administratifs des pays soumis au Mittani (notamment Nuzi et Alalakh) témoignent d'une division sociale « officielle » en quatre groupes d'hommes libres, dont les noms varient selon les lieux : une élite sociale (une « noblesse » ?) d'origine guerrière et d'assise terrienne (maryannu), les personnes astreintes à un service (ou une corvée) envers la couronne (ālik ilki ou unuššuhli), ceux qui ont des métiers spécialisés (egelli, šūzubbu, ou nakkošše) et la catégorie des gens humbles, qui n'ont pas de terre en propre (aššabu, ḫaniaḫḫe). Ces statuts sociaux semblent organisés du point de vue du pouvoir mittanien et pour ses besoins, selon les types de services qu'il souhaite se faire rendre par chacune de ces catégories.

### Les esclaves
Un esclave est une personne qui est la propriété d'une autre, son maître. Celui-ci est souvent le palais (donc un roi) ou un temple (donc un dieu), car ce sont les plus grands propriétaires en général, mais il y a aussi beaucoup d'esclaves domestiques, quoi que l'esclavage ne semble jamais avoir été un phénomène de masse dans le Proche-Orient ancien. En akkadien, un esclave homme est désigné par le terme (w)ardu(m), qui signifie au sens large quelqu'un qui est dans une position d'« inférieur » par rapport à un autre, et ne s'emploie donc pas que pour des esclaves. Une esclave femme est désignée par le terme amtu(m),,. Il semble que les esclaves soient souvent identifiés par des marques : une coiffure distinctive à l'époque paléo-babylonienne (une mèche), la marque de la divinité qui les possède pour les esclaves d'un temple. 
Juridiquement, un esclave est par bien des aspects considéré comme un bien meuble : il peut être vendu, hérité, donné, loué. Il ne possède rien en propre, et les revenus qu'il génère appartiennent à son maître, qui peut donc choisir de le faire travailler pour son compte (c'est attesté pour des travailleurs agricoles, des tavernières, des prostituées). Mais il est par d'autres aspects considéré comme un être humain, protégé contre la maltraitance (surtout s'il s'agit d'un esclave pour dettes) et qui dispose de quelques droits (comme le mariage). Mais il est sans équivoque possible de condition inférieure aux personnes libres, comme l'indiquent le fait que ses fautes entraînent des peines plus lourdes et que les dommages qui lui sont faits entraînent des compensations moindres,. La situation est complexifiée par l'existence de plusieurs degrés de servitude, distingués par des termes spécifiques selon les époques : certaines personnes qui sont en principe libres sont placées dans la dépendance d'une institution ou de particuliers et n'ont pas de liberté de mouvement (des sortes de « serfs »),,. 
Les sources de l'esclavage sont diverses. Les conquêtes militaires jouent un rôle important dans l'accroissement de la population servile, déportée dans le pays du vainqueur et mise au travail sur ses grands domaines (dans les champs, les ateliers, ou en tant que domestique). Mais tous les déportés ne sont pas des esclaves à proprement parler, quoi qu'ils soient souvent dans une forme de servitude. L'endettement est une autre cause importante de réduction au statut servile, cette fois-ci d'une population locale. Cette modalité est contrôlée et encadrée par les pouvoirs publics (et même combattue par les édits de rémission de dettes), et peut être limitée dans le temps quand il s'agit d'une mise en gage (qui prend fin lorsque la somme due a été compensée). En période de difficulté, il arrive aussi que des personnes libres soient vendues en esclavage par leur famille contre argent, parce qu'ils ne peuvent plus les nourrir. Une partie des esclaves l'est de naissance, parce que leurs parents sont esclaves (qui ont le droit de se marier). Bien des esclaves femmes domestiques sont des concubines du maître de maison, dont la progéniture est en principe de statut libre, même si elle n'est pas considérée parmi les héritiers légitimes du père, sauf disposition prise par celui-ci. Une autre forme d'esclavage, plus réduite, est instituée par une décision de justice, parce qu'elle a commis un crime, ou que le chef de sa famille en a commis un et qu'elle est tenue de le compenser à la famille de la victime,,. 
L'affranchissement est possible de plusieurs manières : par disposition expresse du maître, par paiement de la créance quand il s'agit d'un esclavage pour dettes. Les sujets d'un souverain qui ont été réduits en esclavage à l'étranger peuvent être libérés si une personne les a achetés à l'étranger pour les ramener chez eux, contre compensation par le roi. Autrement, la fuite des esclaves est courante et constitue un problème récurrent pour les autorités, qui répriment durement ceux qui aident des esclaves en fuite.

## Obligations et principes des contrats
Les obligations sont générées par un tort commis qui entraîne une compensation, ou bien par la conclusion d'un contrat.

### Les dommages et leur responsabilité
Les recueils législatifs présentent plusieurs cas dans lesquels la responsabilité d'une personne est engagée par des dommages causés à des personnes ou à des biens. Ils développent différents cas potentiels : des dommages causés par des animaux (notamment des bœufs) dont le propriétaire est potentiellement responsable, par l'effondrement d'une maison dont le maçon est potentiellement responsable, des blessures causées à une femme enceinte et entraînant son avortement. Les peines infligées sont proportionnelles à la gravité du dommage causé et aux circonstances, notamment s'il s'agit d'un dommage volontaire ou involontaire.

### Les contrats: généralités

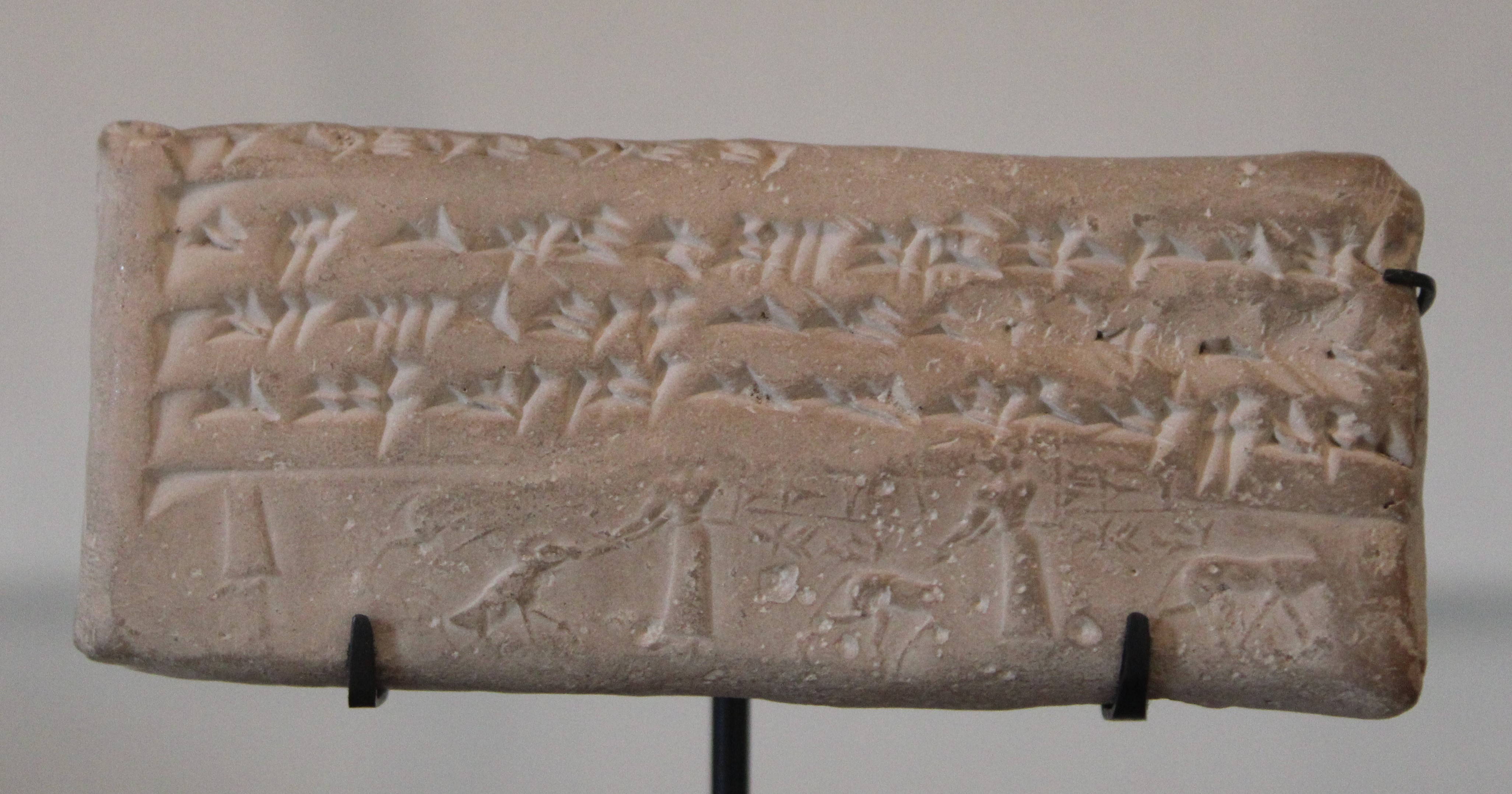
Contrat en langue élamite avec impression de sceau-cylindre : prestation pour la tonte de moutons. Suse (Iran), v. 600 av. J.-C. Musée du Louvre.

Les types de contrats documentés par les textes sont très variés. Les contrats de prêt et reconnaissances de dettes sont les plus courants, avec les ventes. On trouve aussi des contrats de d'échange de biens, de donation, de location, de dépôt, de sûreté, d'associations commerciales, des contrats d'apprentissage, de mariage et d'adoption, aussi d'arbitrage et de règlement de litiges à l'amiable, y compris des crimes, dont des affaires de sang, ainsi que des alliances diplomatiques,.
Ces contrats sont fondamentalement des transactions orales conclues devant témoins. Selon R. Westbrook, devant les tribunaux, deux types de transactions sont reconnus comme créant une obligation juridique : le contrat oral réel, un accord bilatéral, créant des obligations mutuelles ; le serment solennel promissoire, une obligation unilatérale créée par une menace de malédiction divine que le promettant s'impose à lui-même. Les serments pourraient servir à en renforcer les principales clauses du contrat ou à y ajouter des stipulations, en les rendant irrévocables par l'engagement à ne pas les contester. Leur usage pourrait avoir diminué avec le temps. Parmi les nombreux types connus, seuls quelques-uns sont également consignés par écrit, et l'oral prédomine. Bien des contrats s'apparentent d'ailleurs à des protocoles d'accord qui ont été couchés par écrit, parfois en préservant l'aspect oral (en particulier aux périodes récentes qui emploient des formulations dialoguées). Mais l'écrit semble prendre de plus en plus d'importance au fil du temps. Des gestes symboliques accompagnent l'établissement de certaines conventions et leur rupture. Les contrats écrits ne contiennent pas forcément toutes les clauses de l'accord. Les principes généraux derrières ces actes sont implicites et restent en dehors de l'écrit, ce qui peut les rendre difficiles à interpréter. Les contrats écrits sont très standardisés en un territoire et une époque donnés, avec des clauses additionnelles liées à la nature du contrat (intérêts moratoires, garanties contre l'éviction et les vices cachés, caution, etc.) mais il peut y avoir des clauses originales. Cela concerne notamment les pénalités, qui sont souvent pécuniaires mais pas seulement. Elles peuvent être très lourdes, au point que leur application concrète est incertaine : des sommes extrêmement élevées, des réductions en esclavage, des mutilations et mises à mort suivant des modalités très spécifiques et imaginatives. De plus les recueils de lois ajoutent parfois des clauses implicites à certains types de contrat (par exemple les cas où un esclave acheté récemment est atteint d'épilepsie dans le Code de Hammurabi, et les divers cas de dommages créés par un bœuf loué), et la coutume devait faire de même. Les « lois » peuvent aussi chercher à indiquer un prix jugé juste pour les transactions donnant lieu à contrat,.
Les contrats peuvent faire usage du procédé de la fiction juridique pour traiter d'une situation non envisagée dans la coutume, voire carrément contourner un interdit ou un usage qui n'est pas adapté à la situation (sans qu'il n'y ait pour autant d'indication que cela ait été perçu comme un abus de droit),. Plusieurs cas de ce type sont attestés dans les sources contractuelles du Proche-Orient ancien, souvent d'un même lieu. Les reconnaissances de dettes, par leur versatilité, servent aussi à déguiser d'autres types d'accords comme des ventes à crédit ou des locations de main d’œuvre. À Nuzi un certain nombre de transferts de propriétés foncières se fait par le biais de contrats d'adoption (on parle d'« adoptions-ventes ») : l'« adopté » reçoit sa part d'héritage qui est un champ, et offre à son « adoptant » un cadeau qui peut s'interpréter comme le prix du bien. Cela pourrait être une manière de contourner un interdit sur les ventes foncières, mais cela est discuté,. Quoi qu'il en soit, l'adoption — qui est déjà en soi une fiction juridique — sert à créer d'autres situations, comme des prise en apprentissage ou des associations commerciales. De façon plus originale certains contrats de Nuzi et d'Emar font que des filles/femmes deviennent fictivement des fils/hommes afin de leur ouvrir des droits d'héritage habituellement réservés aux fils et permettre notamment la poursuite des cultes ancestraux (qui sont en principe accomplis par le chef de famille),.

## Droit de la famille
Les archives juridiques documentent les affaires liées à la famille et à l'unité domestique (la « maison » dans la terminologie de l'époque), du moins dans les cercles aisés. Cela se retrouve en premier lieu dans les contrats et normes liés au mariage, à l'héritage et à l'adoption. Ils sont couchés par écrit quand les enjeux économiques le justifient, donc quand un patrimoine conséquent est impliqué. Les archives familiales révèlent plus largement les stratégies de long terme des lignages pour accroître ou du moins préserver leur patrimoine.

### Le mariage
Le mariage était un arrangement privé entre familles, par lequel le mari obtenait l'autorité sur son épouse et devait l'entretenir. La mise par écrit d'un contrat de mariage permet de prévoir des stipulations spécifiques et de régler des cas où le patrimoine est important, mais rien n'indique qu'elle soit obligatoire. Un accord entre les maîtres de maison de deux familles était une condition préalable nécessaire pour libérer une fille de l'autorité de son père et la confier à l'époux (ou au père de ce dernier, si l'époux était encore jeune). Si la mariée était une femme indépendante, comme une veuve, elle concluait elle-même le contrat avec l'époux. Le contrat de mariage pouvait contenir d'autres clauses, notamment la valeur et le contenu de la dot, ainsi qu'une somme à verser par l'époux (ou son père) au père de la mariée (souvent appelée à tort « prix de la mariée »). Un présent du futur marié à la future mariée accompagne parfois ces versements. Même si le mariage n'est pas encore conclu, le couple est dès lors considéré comme déjà marié aux yeux des tiers, mais il reste inachevé (« inchoatif »), notamment parce qu'il n'y a pas encore de cohabitation. La conséquence la plus importante est que la femme est dès lors considérée comme une mariée en matière d'adultère et de viol. Le paiement des fiançailles sert aussi de garantie contre la rupture du contrat de mariage : si le marié se rétracte, il perd le paiement ; si le père de la mariée se rétracte, il doit restituer le double. Il pouvait également servir de mesure des dommages et intérêts en cas de divorce, en l'absence de stipulations contractuelles,,. 
Il existe manifestement des cérémonies de mariage élaborées, mais elles restent mal connues car les sources en parlent peu. Le contrat de mariage en lui-même n'a en tout cas pas suffi à conclure l'union. Il existe différentes conditions pour que le mariage soit confirmé : une cérémonie de présentation de la mariée au marié par son père, un repas nuptial dans les Lois d'Eshnunna, l'entrée de la mariée dans la maison du marié (ou de son père), la consommation du mariage, une déclaration solennelle du marié (pour légitimer une concubine) ou une cohabitation d'une durée minimale (uniquement dans le cas d'une veuve). Parmi les gestes connus scellant l'union se trouvent l'onction d'huile sur le front de la fiancée et la couverture de sa tête par un voile. Ce dernier est surtout attesté par des sources assyriennes, notamment les Lois assyriennes qui en font le signe distinctif des femmes mariées (en interdisant son port aux femmes non voilées), mais rien n'indique qu'elles doivent le porter au quotidien,.
La grande majorité des mariages connus est monogame. La polygamie (ou plus exactement la polyginie) était possible dans les sociétés du Proche-Orient ancien, mais il est rare de trouver plus de deux épouses en dehors des harems royaux. Les législations mésopotamiennes semblent d'ailleurs restreindre la possibilité d'avoir des épouses secondaires. Le lien juridique entre les épouses, lorsqu'il est spécifié, peut prendre différentes formes : sororité (réelle ou adoptive ; ainsi une femme est incluse comme épouse secondaire dans la dot de sa sœur), mère et fille (par adoption), maîtresse et esclave. Quelle que soit la forme utilisée, la relation est toujours hiérarchique, en distinguant une épouse principale,.
Le mari est parfois qualifié dans les sources de « maître » de son épouse, mais malgré cette subordination, elle est une personne libre. Il peut donner sa femme en gage pour dettes ou la vendre comme esclave, mais apparemment seulement en cas d'extrême nécessité, et a d'un autre côté la responsabilité des dettes contractées par sa conjointe.
Le divorce peut en principe être décidé par une déclaration unilatérale de l'un ou l'autre des époux : « Tu n'es pas mon épouse (ou : mon époux) ». Mais il semble que cela se fasse surtout à l'initiative du mari, ce qui s'apparente plus à une répudiation. Le mari perd alors la dot et est tenu de verser des dommages et intérêts, généralement équivalents au prix des fiançailles ; l'épouse perd également sa dot. En pratique, les contrats de mariage peuvent contenir des clauses conditionnelles imposant des sanctions bien plus lourdes en cas d'exercice du pouvoir de divorce : une lourde somme d'argent pour le mari, et des sanctions allant de la somme pécuniaire à l'esclavage, voire à la mort pour l'épouse. Le conjoint divorcé pouvait éviter toute sanction si le divorce était justifié par l'inconduite de l'autre partie, le cas le plus évident étant l'adultère de l'épouse, ou son incapacité à jouer son rôle de maîtresse de maison ; son infertilité peut aussi être invoquée, mais dans ce cas on préfère généralement la venue d'une seconde épouse. D'autres contrats contiennent des clauses de divorce plus égalitaires,.
Au décès du mari, sa veuve sans enfant était libre de quitter le domicile conjugal avec sa dot. Elle peut rester indépendante, se remarier ou bien retourner dans sa famille de naissance. Les Lois assyriennes et la Bible prévoient la possibilité du père du mari défunt de la marier à un autre de ses fils (lévirat). Des veuves sans enfant tombées dans le dénuement peuvent être prises en charge par des temples. La veuve avec enfants peut rester dans la famille de son époux défunt et dispose d'un statut protégé : elle peut recevoir un douaire ou une part d'héritage, ou être entretenue par ses enfants. Dans certains cas, elle peut même devenir cheffe de famille. Des clauses conditionnelles existent dans certains contrats de mariage pour garantir que la famille du mari ne perde pas la jouissance de la dot, en pénalisant sévèrement la veuve qui cherche à se remarier ou à quitter le domicile conjugal,.

### Les enfants
La formation d'une famille a pour but primordial de lui donner des enfants, ou plus exactement des héritiers, ce qui est essentiel pour la transmission des biens familiaux, si possible avec le moins de divisions possibles, et plus largement la pérennité de la lignée (la question du culte des ancêtres familiaux entrant souvent en ligne de compte). Des testaments permettent éventuellement de prévoir des dispositions particulières, et l'adoption d'ajouter des configurations plus complexes. Les jeunes enfants restent au foyer, auprès de leur mère, même en cas de divorce. Pour assurer la continuité de la famille et de ses traditions, les fils passent à partir d'un certain âge plus directement sous le contrôle de leur père, qui leur inculque le métier familial. Les filles apprennent les tâches domestiques auprès de leur mère, en attendant d'être mariées. Tant qu'il font partie de leur foyer, les parents ont une autorité large sur les enfants, qui peuvent être donnés en gage et vendus comme esclaves pour solder leurs dettes. En revanche rien n'indique qu'ils aient droit de vie et de mort sur eux. Les enfants leur doivent obéissance et plus largement le respect. Ils doivent aussi s'occuper d'eux lorsqu'ils sont âgés, jusqu'à leur mort, et de leur assurer des funérailles et une sépulture convenables.

### L'adoption
L'adoption crée un lien de parenté entre deux personnes, qui devient identique à une filiation légitime. C'est un accord privé, dans lequel l'adoptant peut aussi bien être un homme qu'une femme, l'adopté un enfant (pas forcément orphelin) mais aussi un adulte. Elle est accomplie par un geste qui consiste pour la personne adoptant à « prendre » la personne adoptée et à faire une déclaration solennelle reconnaissant son statut de fils ou de fille. Cela entraîne les obligations liées à la filiation habituelle, à savoir le fait que l'enfant doit respecter l'autorité de son parent et l'entretenir durant ses vieux jours, tout en ayant droit à une part d'héritage voire à prendre le rôle de chef de famille. Le Code de Hammurabi protège l'adopté en cas de rupture de l'accord par l'adoptant, en lui garantissant une part d'héritage. En revanche si c'est l'adopté qui renie le lien, il peut subir des mutilations (selon le Code) ou un asservissement (dans les contrats d'adoption),.
L'adoption est bien plus répandue dans le Proche-Orient ancien que dans les droits modernes, parce qu'elle sert non seulement aux couples sans enfant, ou plus exactement sans héritier, à en avoir un pour s'occuper d'eux et poursuivre leur lignée, mais aussi parce qu'elle a servi de base à différentes formes de fictions juridiques ayant des visées patrimoniales. Le testateur ne pouvant pas léguer de biens familiaux en dehors du cercle d'héritiers potentiels fixé par la coutume, qui fait partie de sa famille, la seule manière d'inclure des personnes extérieures est de les adopter. Ce procédé peut d'ailleurs être utilisé pour garantir une succession irrégulière au sein de la famille, par exemple par un petit-fils maternel. Un enfant peut être adopté pour différentes autres raisons : pour une sorte d'apprentissage auprès de son adopté, dont il prendra la succession ; parce que ses parents ne peuvent pourvoir à ses besoins et le confient à quelqu'un qui en a les moyens ; un esclave peut être adopté pour servir d'un couple, avec la promesse d'affranchissement à la mort de l'adoptant ; une fille peut être adoptée pour ensuite être mariée dans le cadre de stratégies patrimoniales (« adoption matrimoniale »). Les adoptions d'un adulte libre sont des opérations plus directement économiques, qui permettent la transmission de biens par le biais d'un héritage. Dans le droit de Nuzi, l'adoption est utilisée pour les ventes de terres comme vu plus haut, la transmission du patrimoine se faisant alors avant décès (« adoption-vente »). Les adoptions d'adultes se font aussi en tant que frères et sœurs. La sororité peut être établie entre épouses dans un mariage polygame. La fraternité peut être utilisée pour fonder un partenariat commercial dans lequel les parties mettent leurs biens en commun (à Suse et à Ugarit). Dans ce cas la rupture de l'adoption entraîne des pénalités financières,.

## Droit de la propriété

### Types de propriétés

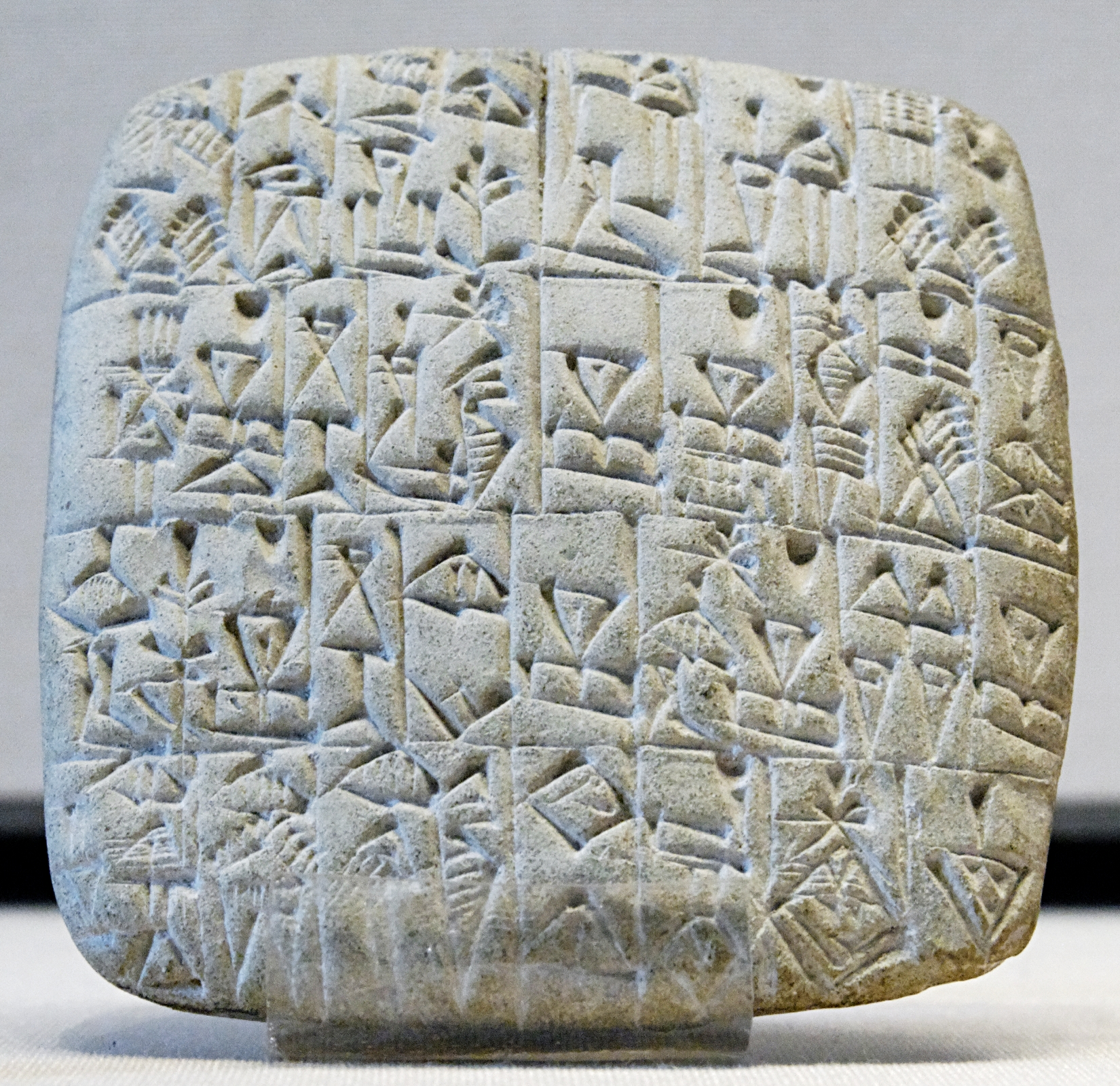
Acte de donation d'un esclave et d'une maison à Shuruppak (Mésopotamie), v. 2600 av. J.-C. Musée du Louvre.

Les biens fonciers (champs, vergers, palmeraies, vignes, maisons, fermes) sont le type de propriété prédominant dans les documents juridiques. Le palais et les temples possèdent de vastes domaines, qu'ils exploitent directement par le biais de serviteurs rémunérés (beaucoup d'esclaves et de serfs) et indirectement par des fermages. Une troisième forme d'exploitation est la concession en échange d'un service rendu à la couronne, une forme de salaire dans une économie non monétisée. Le roi peut aussi les concéder en récompense par le biais de donations royales. Il existe également une propriété privée, dont l'importance économique varie d'un système à l'autre. Certaines terres sont détenues par plusieurs individus en indivision, voire sous une forme de propriété communautaire (des groupes de parenté ?). Il existe aussi des propriétés communales gérées par les villes et villages, mais sont peu documentées. Les limites entre public et privé sont du reste brouillées par le fait que les terres de service concédées par le roi ont tendance à devenir une partie du patrimoine des familles qui les détiennent, et peuvent faire l'objet d'héritages et de cessions (voir plus bas). Les terres agricoles peuvent également se voir attacher leurs exploitants (pas forcément de statut servile), qui sont alors transférés en cas de changement de propriétaire (avec dans certains cas des ventes ou donations de terroirs villageois avec leurs habitants). Bien que des restrictions aient parfois été imposées à leur aliénabilité (cela expliquerait en particulier les « adoptions-ventes » de Nuzi), la catégorie la plus importante dans les documents juridiques concernant des propriétés privées immobilières est celle de la vente, suivie de la location et du nantissement,. 
En Mésopotamie, une catégorie de propriété importante est la prébende. Il s'agit au départ d'une fonction au sein d’un sanctuaire en lien avec le culte (prêtrise, préparation des offrandes et autres tâches domestiques), qui est accomplie de manière cyclique, avec une durée déterminée de service. Cette fonction ouvre droit à une rémunération, sous la forme de rations et d'une redistribution d’une partie du produit des offrandes. L'aspect patrimonial de la prébende dérive du fait qu'elle peut faire l’objet d’une transmission en héritage ou d’une cession, complète ou partielle. Elle devient donc un type de bien immatériel.
Les autres types de biens dont l'aliénation était jugée digne d'être enregistrée par des contrats sont les esclaves, le gros bétail (bovins et ânes), et les bateaux.

### Les biens des dieux et des rois
Les propriétés du roi et des dieux sont les plus importantes économiquement et aussi juridiquement. Elles bénéficient d'une protection renforcée par rapport aux autres propriétés, puisque les atteintes qui leur sont faites peuvent s'assimiler à de la lèse-majesté ou à un sacrilège et donnent lieu à des peines très lourdes, pouvant aller jusqu'à la mort. Parmi les sources renseignant sur les litiges liés à ces propriétés, des textes de « dépositions » hittites (référencés CTH 293 à 298) exposent les longues plaidoiries de personnes accusées de détournements de propriétés de la couronne. De la Babylonie récente proviennent différents textes documentant des affaires liées au vol de biens des temples.
L'origine de ces propriétés est diverse. Les sanctuaires bénéficient de donations, les rois disposent de terres par droits de conquête ou de confiscation. En revanche il n'y a pas de preuve qu'ils aient disposé d'un droit de propriété éminente sur les toutes terres du royaume, y compris privées, car ils ne semblent redistribuer que les terres du palais, donc de leur propre domaine. Ils semblent au moins avoir l'autorité de décider du sort de terres laissées à l'abandon, pour les attribuer à un nouvel exploitant,.
Les terres dépendant du roi sont un moyen d'assurer la rémunération de personnes qui travaillaient pour son compte en leur concédant un domaine de fonction dont ils bénéficient du produit (si besoin en les louant). C'est le principe des « champs de subsistance » des empires de la fin du IIIe millénaire av. J.-C., et des terres de service désignées par le terme ilku(m) attestées en Babylonie à partir du début du IIe millénaire, puis aussi en Assyrie, en pays hittite et en Syrie. Le mot ilku désigne à l'origine le service seul, et par extension la terre qui le rémunère, aussi la redevance qui peut s'y substituer. Les désignations modernes de ces terres comme des « fiefs » ou des « tenures » ne rendent pas compte de leurs spécificités. Ce système permet de rétribuer tout type de services rendu au roi, dont le service militaire qui fait l'objet d'une attention plus particulière, visible notamment dans le Code de Hammurabi, car il concerne la capacité militaire du royaume. Une tendance qui se repère à différentes époques est celle de la patrimonialisation de ces terres : au départ concédées par le palais, elles sont transmises par héritage aux héritiers du service, et deviennent avec le temps un bien de leur patrimoine familial, qui peut être aliéné. Divers types d'arrangements plus ou moins complexes ont concerné ces terres et dénaturé leur fonction originelle, avec parfois des cessions sans transmission du service à l'acquéreur. Au Ier millénaire av. J.-C. le service est de plus en plus remplacé par le versement d'une redevance, qui n'empêche pas au palais de demander un service militaire.
Dans les domaines des temples également la rémunération de certaines personnes pouvait prendre la forme de concessions de champs (des « terres de prébende », complétant les versements issus des offrandes).

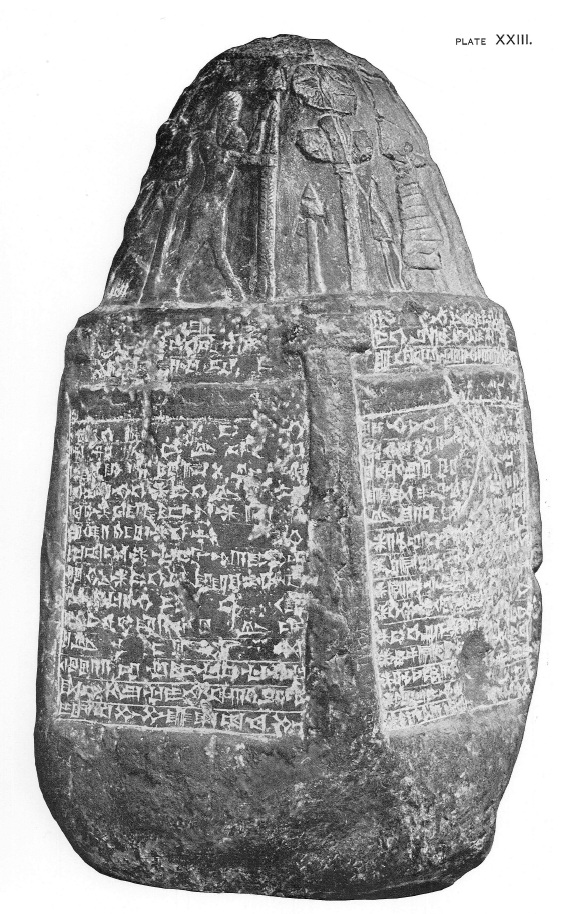
Stèle kudurru enregistrant une donation de terre par le roi babylonien Meli-Shipak (1186-1172). Le texte de donation est gravé sous des symboles divins renvoyant aux divinités garantes du respect de la donation. British Museum.

Les terres royales pouvaient aussi faire l'objet de donations par le souverain. Depuis les plus hautes époques, elles sont enregistrées sur des documents écrits, notamment des stèles comme les kudurrus qui se développent en Babylonie dans la seconde moitié du IIe millénaire. Ces donations sont des faveurs attribuées à des proches du roi (notamment des princes) et plus largement à des dignitaires, parfois à la suite d'une action remarquable (notamment militaire), ou encore à des temples. Elles s'accompagnent dans certains cas de privilèges, notamment l'exemption de taxes, ainsi que la mise à disposition des exploitants qui sont amenés à mettre en valeur les domaines concédés.

### Successions: héritages, dots et testaments
Le principe de succession le plus répandu au Proche-Orient ancien est sans testament (ab intestat), un héritage masculin universel, collectif et direct : au décès du père, ses fils légitimes (y compris adoptifs) héritent de ses biens et les divisent en parts proportionnelles qui sont souvent attribuées par tirage au sort. Dans bon nombre de systèmes, le fils aîné reçoit une part supplémentaire, évaluée selon la coutume locale, ou un choix préférentiel. Mais il y a aussi des partages égalitaires dans lesquels les bien hérités sont mis en indivision, totale ou partielle, entre les frères. Le père ne peut déshériter un fils que pour un motif valable (faute lourde), ce qui garantit en général une part à tous ses fils. S'il n'y a pas de fils, les plus proches parents masculins de la lignée masculine héritent : petits-fils, frères, pères, neveux, oncles, cousins, etc.,.
Les filles ne sont en principe pas héritières en cas de succession ab intestat. Elles reçoivent une part de la succession paternelle sous la forme de la dot procurée lors de leur mariage. L'attribution et le montant de la dot est à la discrétion du père. Celle-ci revient à sa famille si elle meurt sans enfants. Elle peut aussi recevoir des biens matrimoniaux de son époux, qui reviennent à la famille de celui-ci si elle meurt sans enfant. Quand elle a des enfants, sa dot et ses biens propres leur reviennent de la même manière que ceux du père. Il existe des cas où, en l'absence de fils, les filles célibataires peuvent hériter de préférence aux héritiers mâles de rang supérieur, ce qui peut s'accompagner d'une obligation de se marier dans son cercle familial proche afin que le patrimoine ne sorte pas du groupe. En droit commun, une veuve n'hérite pas des biens de son mari, mais bénéficie de l'usufruit de sa maison et doit être entretenue par ses fils,.
Le père peut rédiger un testament, mais ses pouvoirs de disposition testamentaire sont limités en ce qui concerne les biens immobiliers familiaux. Il peut réattribuer la part de l'aîné à un autre fils, ou attribuer des biens spécifiques à chacun de ses fils. Il peut également donner à ses épouses et à ses filles une part d'héritage aux côtés de ses fils, ou faire une donation matrimoniale (de biens spécifiques) à son épouse pour quand elle sera veuve. À Nuzi et Emar un père peut employer une fiction juridique en cas d'absence d'héritier masculin, en transformant juridiquement son épouse ou sa fille en fils ou chef de famille. En revanche le père ne peut pas attribuer de part d'héritage à un tiers qui n'est pas de sa parenté : il doit passer pour cela pas l'adoption. Une femme peut rédiger un testament, avec un peu plus de latitude que son mari, par exemple en choisissant un héritier unique qui s'occupe d'elle pendant son veuvage. Les documents de partage successoral sont une source essentielle pour connaître la composition du patrimoine des familles aisées, au sein desquels se transmettent des biens fonciers, du mobilier, des terres de service et des prébendes, des esclaves et du bétail. Les héritages sont en tout cas des moments critiques pour les stratégies de familles et des individus, et plusieurs procès sur des successions sont attestés à différentes périodes historiques,.

### Ventes
Les transferts de la propriété de biens en dehors du cercle familial peuvent prendre la forme d'échanges, de dons et aussi de mises en gage, mais la modalité la plus attestée est la vente. Les contrats de vente connus concernent en priorité les immeubles, mais aussi les prébendes, les esclaves, des enfants (vendus par leurs parents en période de disette), et des animaux. Le versement de la somme marque le changement de propriétaire. Il existe des cas de vente à crédit ou à tempérament. Les contrats de vente comportent la description du bien vendu (superficie et situation d'un bien immobilier), son prix, le nom des contractants (ils sont généralement rédigés du point de vue de l’acheteur), des témoins, du scribe. Un serment pour éviter les contestations futures, voire des gestes rituels symboliques (libations, repas, « remise du pilon » en Babylonie), viennent souvent renforcer l’accord. Des clauses de garanties peuvent être ajoutées, notamment contre les édits de restaurations royaux qui ouvriraient le droit à une contestation de la vente. À Assur et Nuzi, les ventes foncières doivent être annoncées publiquement par un héraut pour s'assurer qu'il n’y a pas d'autre personne pouvant revendiquer la possession du bien. Les contrats de vente sont considérés comme faisant preuve de la propriété du bien immobilier concerné. Ils sont donc conservés tant que celui-ci reste la possession de son dernier acheteur.

## Contrats de prêt et de services

### Prêts et notes de dettes

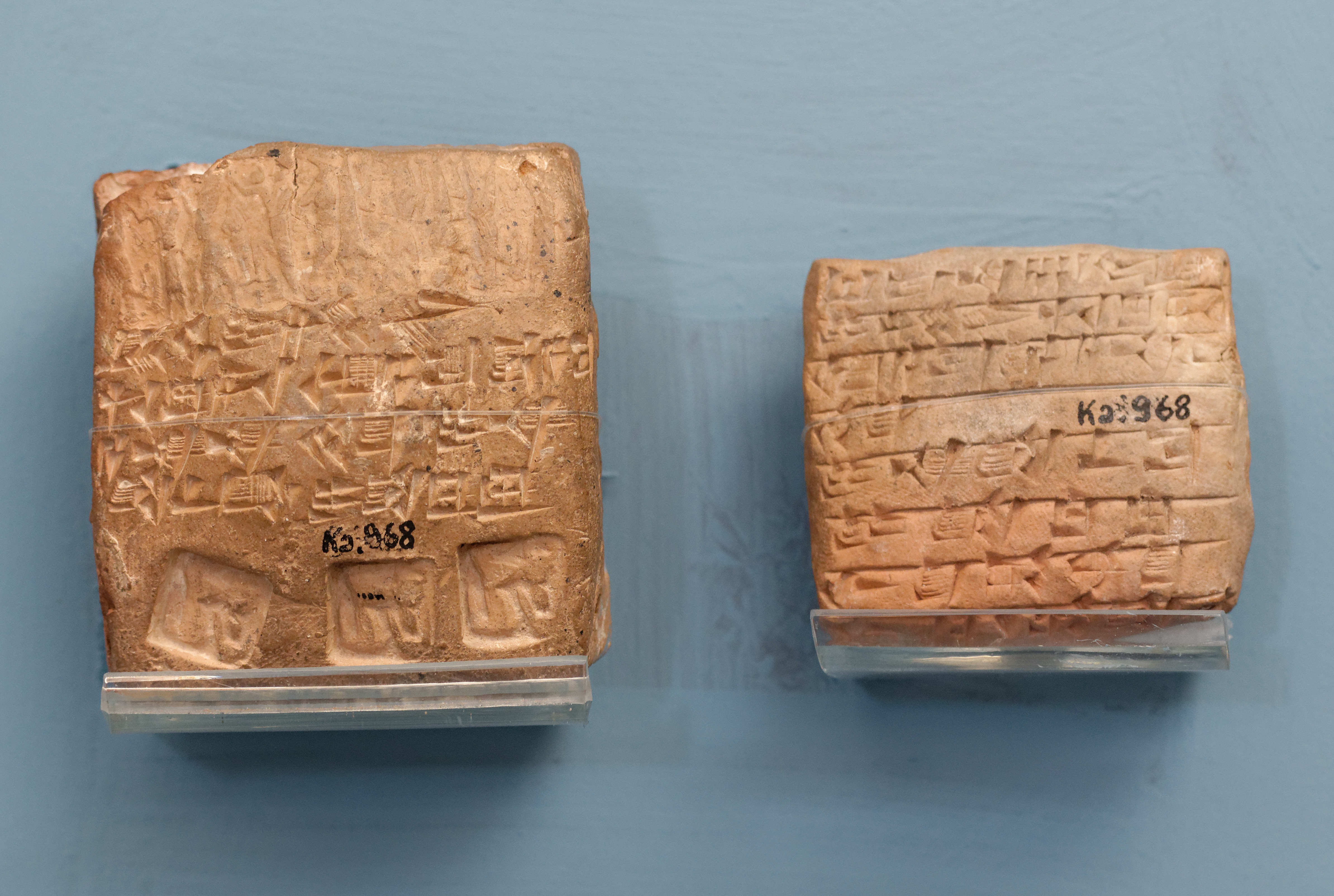
Tablette avec son enveloppe imprimée de sceaux : reconnaissance de dette en argent. Kültepe, Musée archéologique d'Istanbul.

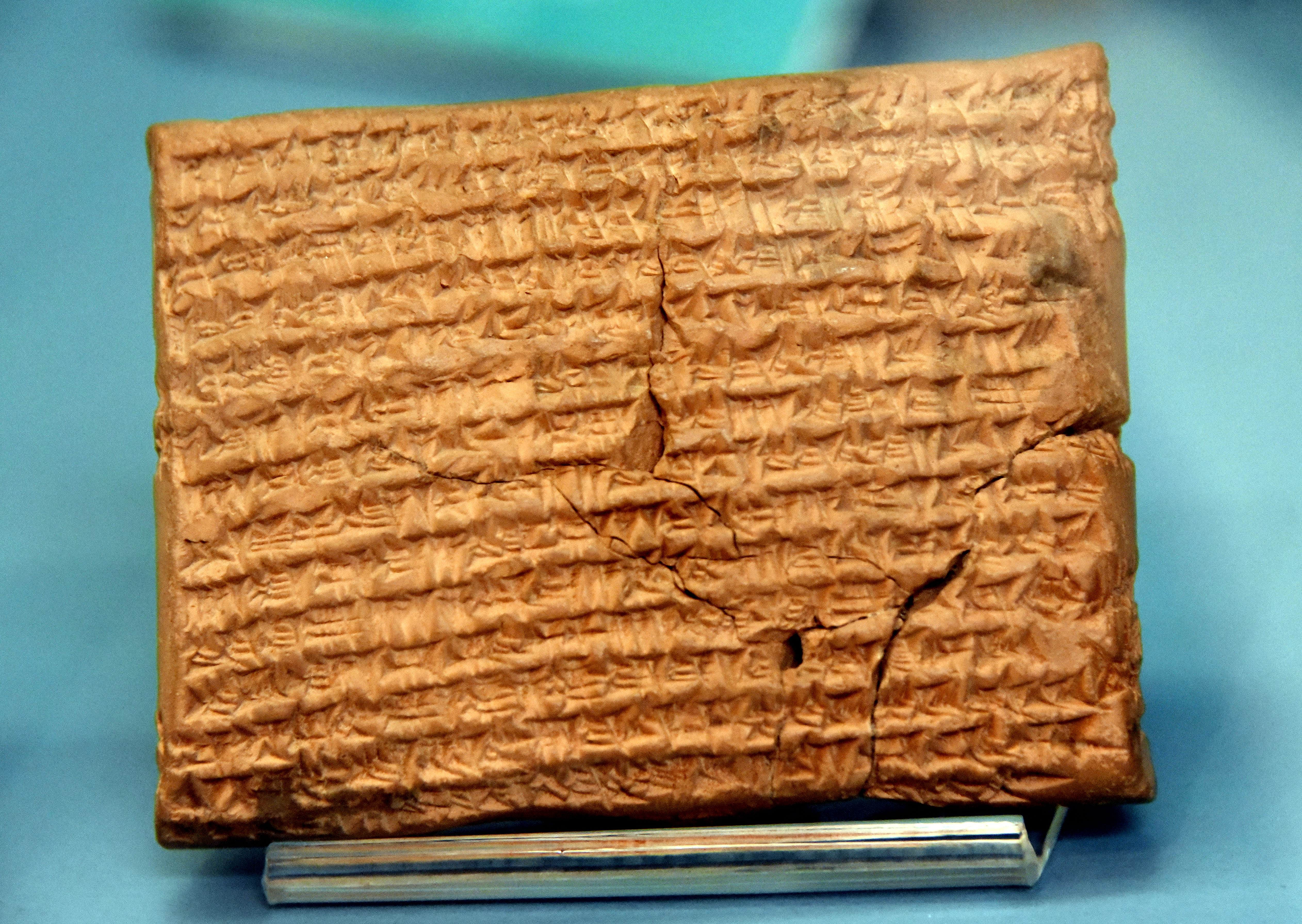
Tablette de reconnaissance de dettes. Nippur, archives de la famille des descendants de Murashû, v. 423 av. J.-C. Musée de l'Orient ancien d'Istanbul.

Les contrats de prêts, qui constituent la forme la plus courante de contrat dans les droits cunéiformes, peuvent se présenter sous différentes formes, celle de la reconnaissance de dette (u'iltu) devenant de plus en plus importante avec le temps. Ils constatent d'un débiteur a reçu quelque chose en échange de quoi il doit rembourser le créancier (par la même chose ou une chose de même valeur). Les clauses additionnelles incluent le taux d'intérêt, l'échéance (avec parfois un intérêt moratoire) et les garanties de paiement (gage, cautionnement par un tiers). On distingue aussi divers types de prêts, qui sont parfois qualifiés par des termes techniques : il y a des prêts à intérêt classiques, généralement en grain ou en argent (les formes de « monnaie » les plus courantes à l'époque) ; des prêts de consommation fournissant des biens fongibles (surtout des céréales et d'autres denrées) qui sont livrés en retour ; dont des prêts agricoles fournissant à un paysan du grain pour semer ou passer la période de soudure, et remboursés au moment de la récolte ; des prêts commerciaux « à la grosse aventure » où le prêteur est plus un investisseur qui attend un gain important ; les prêts avec des biens gagés (antichrèse ; les biens possédés sont en général des immeubles, notamment des champs, parfois des membres de la famille du débiteur), dont la propriété peut-être transférée le temps de rembourser le prêt, qui peuvent dans certains cas être des ventes déguisées et sont à l'origine du phénomène d'esclavage (temporaire) pour dettes ; il existe néanmoins des sortes de prêts « de charité » faits par des sanctuaires à des taux avantageux sans échéance,. La fonction économique et sociale du prêt est très large, et souvent il ne s'agit pas tant d'un instrument financier que d'un outil créant des liens et solidarités sociales, notamment au sein d'un groupe de parenté ou une clientèle (des « prêts de sociabilité »). Son impact économique potentiel est fort : les personnes criblées de dettes sont attestées à diverses époques, de même que l'esclavage pour dettes, et les édits de rémission de dettes témoignent de difficultés économiques graves liées au crédit. 
Au-delà de cela, la reconnaissance de dettes est un type de document très versatile qui peut être employé pour toute forme de transaction, du moment qu'elle procure un bien à une personne en échange d'une obligation (un engagement) envers une autre. Le document est détruit lorsque celle-ci est accomplie et la dette éteinte (remboursée). Des procédures relativement informelles (souvent sans témoins) ont été développées pour des transactions de biens ou de services : pour des sortes d'achats à crédit, des livraisons d'offrandes, diverses prestations rendues à l'administration palatiale ou à des particuliers, voire dans certains cas contourner des normes, des récépissés de dépôt (employés en lien avec des sortes de banques de dépôt aux époques tardives), etc.,,.

### Contrats commerciaux

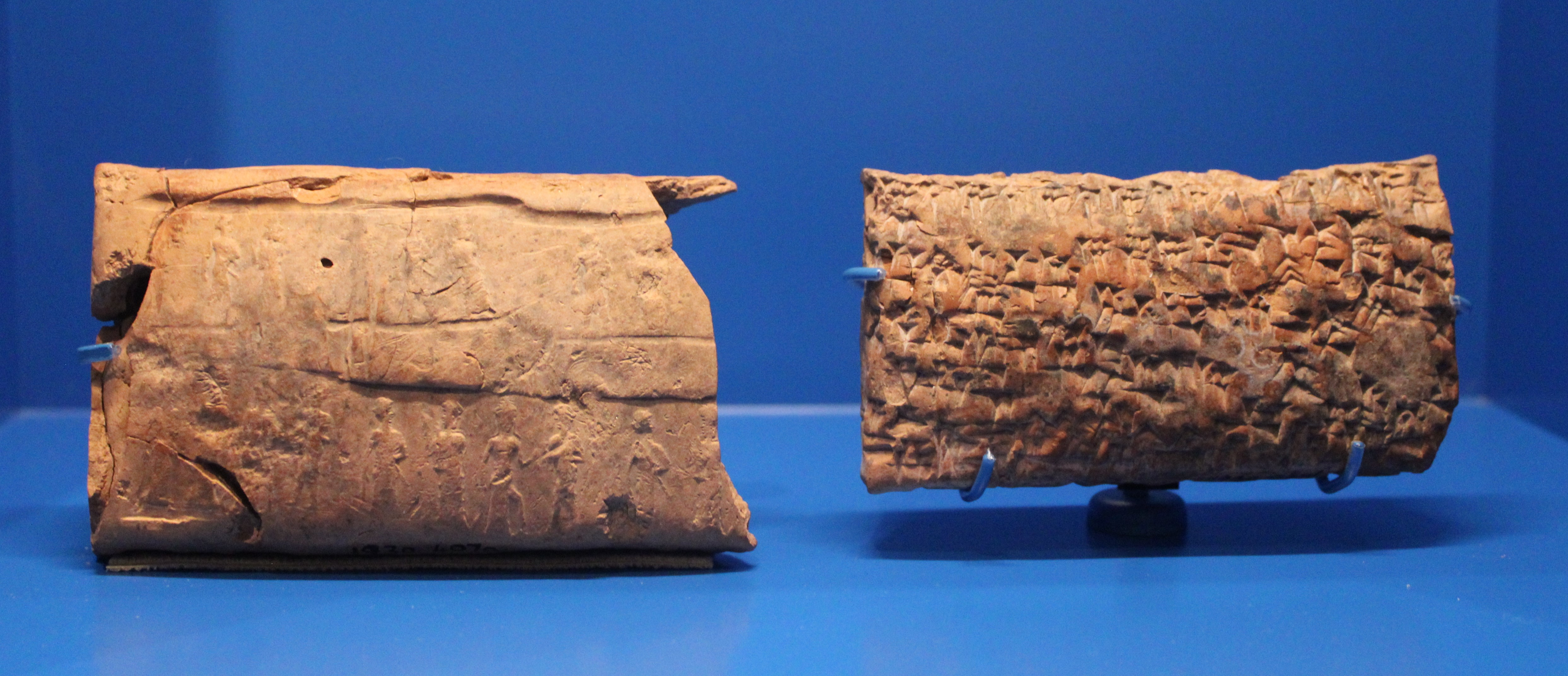
Tablette avec l'enveloppe qui la contenait : lettre relative à la dissolution d'un partenariat d'affaires. Kish, période paléo-babylonienne (v. 1900-1600 av. J.-C.). Ashmolean Museum.

Une part importante du commerce passe par les principaux acteurs économiques que sont les palais et les temples. Malgré leurs ressources considérables, ils ne sont pas autosuffisants et doivent passer par le marché pour écouler une partie de leur production (notamment de la laine, des dattes et d'autres denrées) afin d'obtenir ce qu'il leur manque. Pour cela ils emploient leurs propres marchands, ou bien passent par des marchands autonomes (regroupés dans l'institution du kārum) qui leur servent d'intermédiaires. À partir de l'époque paléo-babylonienne, cette dernière modalité se développe et génère des contrats par lesquels des marchands sont chargés de vendre de l'argent ou des produits d'un palais ou d'un temple et d'obtenir en échange de l'argent ou bien d'autres produits. Lors qu'elle vend ses produits, l'institution ne demande qu'une partie du paiement, les marchands fournissant le solde après qu'ils aient écoulé la cargaison (ce qui leur permet éventuellement de dégager une marge),.
Pour leurs affaires à titre privé, les marchands ont recours à des partenariats d'affaires leur permettant de lever plus de capital et de limiter les risques, notamment dans le cadre du commerce à longue distance (« international »). La forme de base est le prêt commercial à la grosse aventure, dans lequel un prêteur avance des fonds à un marchand et se fait rembourser avec un gain au retour de l'expédition commerciale. Des types de sociétés en commandite sont développés au début du IIe millénaire av. J.-C., en particulier chez les marchands assyriens actifs en Anatolie et ceux du sud de la Babylonie actifs dans le golfe Persique. Les associations les plus courantes, comme celles appelées tapputum et ellatum ont des objectifs de court terme, avec un ou plusieurs bailleurs de fonds se regroupant pour une seule expédition. L'association appelée naruqqum (d'après le sac contenant le capital initial), utilisée par les marchands assyriens, peut durer plusieurs années, les profits étant répartis à la fin, les bailleurs prenant 2/3 et le mandataire 1/3. Les associations à long terme franchissent une nouvelle étape à l'époque néo-babylonienne avec la forme appelée ana harrani, qui associe de la même manière apporteurs de capital (en argent ou en nature) et mandataires (qui peuvent aussi apporter du capital) et répartissent les profits au prorata des apports. Elles sont employées pour différents types d'activités, pas seulement commerciales (par exemple l'exploitation agricole). Les formes les plus complexes et durables débouchent sur des sortes de sociétés commerciales durant plusieurs années (notamment pour le fonctionnement de tavernes).

### La location
Les contrats de location mettent en relation un prestataire/bailleur avec un preneur/locataire contre rémunération, et souvent pour une durée précisée. Elle concerne en premier lieu les biens immobiliers, terres agricoles et résidences, mais aussi la location de main d’œuvre (travailleurs journaliers complétant leurs revenus, et esclaves loués par leur maître pour générer un profit), de bêtes pour le travail agricole, de matériel d'exploitation ou de moyens de transport (chariots, animaux de bât, bateaux avec leur équipage), des droits d'accès à l'eau (de canaux), et aussi des jarres à bière. Les clauses varient selon les types de locations : un locataire de maison peut se voir imposer des constructions, mais le propriétaire prend en charge les réparations les plus lourdes ; les locataires d'embarcations doivent compenser les dommages.
Le fermage est en fait plus généralement une forme de métayage : le propriétaire ou le bénéficiaire d'une terre la loue à un exploitant chargé de la mettre en valeur contre une redevance qui est généralement une part de la récolte. Cela permet de régler les tensions autour de la mise en valeur de la terre, les grands propriétaires ayant les champs et les moyens matériels, mais pas les moyens humains, qu'ont les petits propriétaires qui n'ont pas assez de terre pour assurer leur subsistance ou les prolétaires qui ne possèdent pas de terre du tout. Cette pratique est courante sur les terres des grands organismes, et semble même devenir dominante à partir du début du IIe millénaire av. J.-C. Un contrat régit généralement cet accord, prescrivant les tâches que doit accomplir le tenancier, au minimum la mise en culture du champ et la récolte. Dans des cas de première mise en culture celle-ci était décrite (défrichement, cultures à planter) et des aménagements étaient faits pour le versement du loyer, qui n'intervenait qu'au bout d'un certain nombre d'années, et souvent à un taux réduit. Les conditions de livraison de la part de la récolte versée en guise de loyer, après la moisson, étaient également fixées. Les proportions variant selon les époques, les lieux et les types de cultures, sans doute aussi les potentialités des terres cultivées,.

## Droit pénal
Le droit pénal est principalement documenté par les recueils législatifs, secondairement par des édits royaux, des traités, les clauses de pénalité des contrats. Il y a peu d'exemples de procès criminels, peut-être parce que ce genre d'affaire se réglait de manière privée. Même s'il n'y a pas de notion de criminalité et de droit pénal dans ces recueils législatifs, ils semblent reconnaître une distinction entre torts civils et infractions pénales, qui sont rangé à part. L'homicide et le vol semblent ainsi considérés comme des crimes par nature. D'autres sont ressentis comme criminels parce que la peine infligée est très lourde. Les « affaires de vie » (dīn napišti), les plus graves, sont du ressort de la justice royale.
Le fait que les crimes et délits soient surtout présents dans les textes législatifs en fait un champ privilégié pour comparer les différentes traditions juridiques connues et les possibles transmissions de l'une à l'autre. Mais cela pose aussi un problème quant à savoir si les peines prescrites étaient effectivement appliquées, puisque la majorité des spécialistes de ces droits considère qu'il ne s'agit pas de textes normatifs. À tout le moins, ils reflètent la manière dont le crime était pensé durant ces périodes. On découvre alors un système bien différent du droit pénal moderne : « la vengeance était partie intégrante du système, tout comme l'arrangement. La justice était considérée comme devant être rendue par des peines qui seraient inacceptables, à des personnes qui seraient considérées comme innocentes et, dans certains cas, pour des crimes qui ne seraient pas reconnus dans le droit moderne. » (R. Westbrook).

### Les peines
Les peines prononcées au pénal peuvent prendre en considération le statut social de la victime : il est plus grave de porter atteinte à un notable qu'à un roturier et à plus forte raison à un esclave, qui est la propriété d'un maître qui est considéré dans ce cas comme la victime ; les atteintes au chef de famille sont plus lourdes de conséquences que celles faites à son épouse ou ses enfants. L'intention de l'agent est prise en considération, comme cela se fait dans les droits modernes : elles sont plus sévères envers les actes volontaires que ceux qui sont involontaires,. Le droit de vengeance de la famille ou du clan de la victime est reconnu dans certains cas, qui permettent à la partie offensée d'exiger la mort du coupable de meurtre, ou d'accepter une compensation financière. Cela renvoie aussi à une pratique courante qui permet à la victime de décider dans les limites permises par la loi quelle peine sera appliquée au coupable, notamment dans les cas d'adultère.
Les sanctions prononcées par les tribunaux sont majoritairement pécuniaires. Pour les infractions involontaires, un principe de réparation est privilégié. Pour les crimes, les recueils législatifs évoquent de nombreux châtiments corporels : mutilations, flagellation, mort par lapidation, pal, noyade, bûcher. Mais ils sont rarement attestés en pratique : peut-être sont-ils peu appliqués, mais le manque de documentation sur les procès criminels empêche d'en être sûr. L'incarcération est attestée, surtout pour les débiteurs insolvables et la prévarication,. 
Un principe général qui régit le choix de la peine dans les recueils législatifs est le fait que le châtiment doit correspondre au crime. Cela concerne notamment la loi du talion, au sujet de laquelle on renvoie souvent au passage suivant du Livre de l'Exode (21, 23-25) : « tu donneras vie pour vie, œil pour œil, dent pour dent, pied pour pied, brûlure pour brûlure, meurtrissure pour meurtrissure, plaie pour plaie. » L'exemple est peut-être mal choisi, car il impose une compensation en nature ou en argent et s'inscrit dans le cadre d'une justice commutative. Ce n'est en tout état de cause pas un principe général, car les compensations financières sont privilégiées. Le talion peut en pratique couvrir les seules atteintes corporelles comme le meurtre (dont les accusations de meurtre) et les mutilations. Le principe du talion peut aussi s'appliquer à des membres de la famille du coupable afin de lui faire subir une peine similaire : si un maçon a construit une maison qui s'effondre et tue le fils du propriétaire, son propre fils sera tué (Code de Hammurabi §230) ; si un homme viole une jeune fille vierge, sa propre femme sera livrée au stupre (Lois assyriennes A §55). On trouve aussi dans les textes de lois des peines réfléchissantes qui atteignent la partie du corps responsable d'une infraction (couper la main du barbier qui a coupé la mèche distinctive d'un esclave, Code de Hammurabi §226) et des peines qui reproduisent le délit de manière dérisoire ou ironique (verser la poix sur la tête d'une prostituée qui est sortie voilée alors que cela n'est permis qu'aux femmes mariées, Lois assyriennes A §40 ; soumettre à des piqures d'abeille le voleur d'un essaim, Lois hittites §92),.

## Droit international

### Principes et pratiques diplomatiques
Le droit international du Proche-Orient ancien reposait sur la conception des royaumes comme des maisonnées dont le roi était le chef de famille, ce qui lui permettait de prendre des décisions pour ses sujets, diriger les relations avec les autres royaumes, tout en étant responsable des actes de ses sujets sur le territoire des autres royaumes. Il n'y avait pas d'autorité supérieure aux rois par essence, ceux-ci étant responsables vis-à-vis des dieux, qui étaient conçus comme les décideurs du sort des royaumes dans les relations internationales, notamment les guerres qui étaient conçues comme des ordalies (jugements divins) et des accords diplomatiques, qui passaient par des serments en leur nom et exposaient ceux qui les enfreindraient à de lourdes punitions collectives (en particulier des épidémies). En pratique cette situation est compliquée par l'existence de royaumes plus puissants que les autres, qui conduisent à la mise en place de systèmes de vassalité, les rois les plus importants constituant des sphères de domination incluant de nombreux vassaux, voire de véritables systèmes de domination impériale. 
Les relations diplomatiques sont documentées depuis au moins le XXVIe siècle av. J.-C. en pays sumérien, deux siècles plus tard à Ebla en Syrie, avec quelques sources permettant de déceler l'existence d'un système diplomatique organisé autour de quelques pratiques : des échanges de messagers, de présents honorifiques, d'épouses (mariages interdynastiques), et des alliances qui peuvent être égalitaires (traités paritaires) ou inégalitaires (traité de vassalité). C'est surtout le IIe millénaire av. J.-C. qui est propice au développement des relations diplomatiques en raison d'une situation d'équilibre des puissances qui instaure un ordre international reposant sur un ensemble de rois de premier rang (appelés « grands rois » au Bronze récent) et des royaumes de rang secondaire qui sont les vassaux d'un des rois de premier rang. Les principaux royaumes entretiennent des relations reposant sur le principe d'égalité et de réciprocité, tout en cherchant à affirmer leur prestige en tirant le meilleur profit des échanges avec les autres cours et en se montrant eux-mêmes généreux. Les relations entre un grand roi et ses vassaux reposent sur une exigence de loyauté en échange d'une protection, et sont inégalitaires : elles impliquent le versement d'un tribut, la mobilisation de troupes à la demande, et d'autres ordres ponctuels que le vassal ne peut en principe refuser. Les principaux fonds documentaires sur les relations internationales proviennent des archives royales de Mari pour la première moitié du XVIIIe siècle av. J.-C., des lettres d'Amarna (en Égypte) au milieu du XIVe siècle av. J.-C., et d'Ugarit et de Hattusa (la capitale hittite), surtout pour les XIVe – XIIIe siècle av. J.-C.. Elles contiennent de la correspondance diplomatique et aussi des traités de paix. Les relations internationales se font de préférence avec une langue diplomatique, l'akkadien de Babylone, et suivent des usages acceptés dans les différentes cours, impliquant notamment une forme d'immunité diplomatique pour les représentants des autres cours (qui exercent leur métier de façon itinérante car il n'y a pas d'ambassade permanente). Au Ier millénaire av. J.-C., le développement d'empires dominante une large partie du Moyen-Orient (Assyrie, Babylone, Perses) est moins propice à l'essor de la diplomatie.

### Accords internationaux

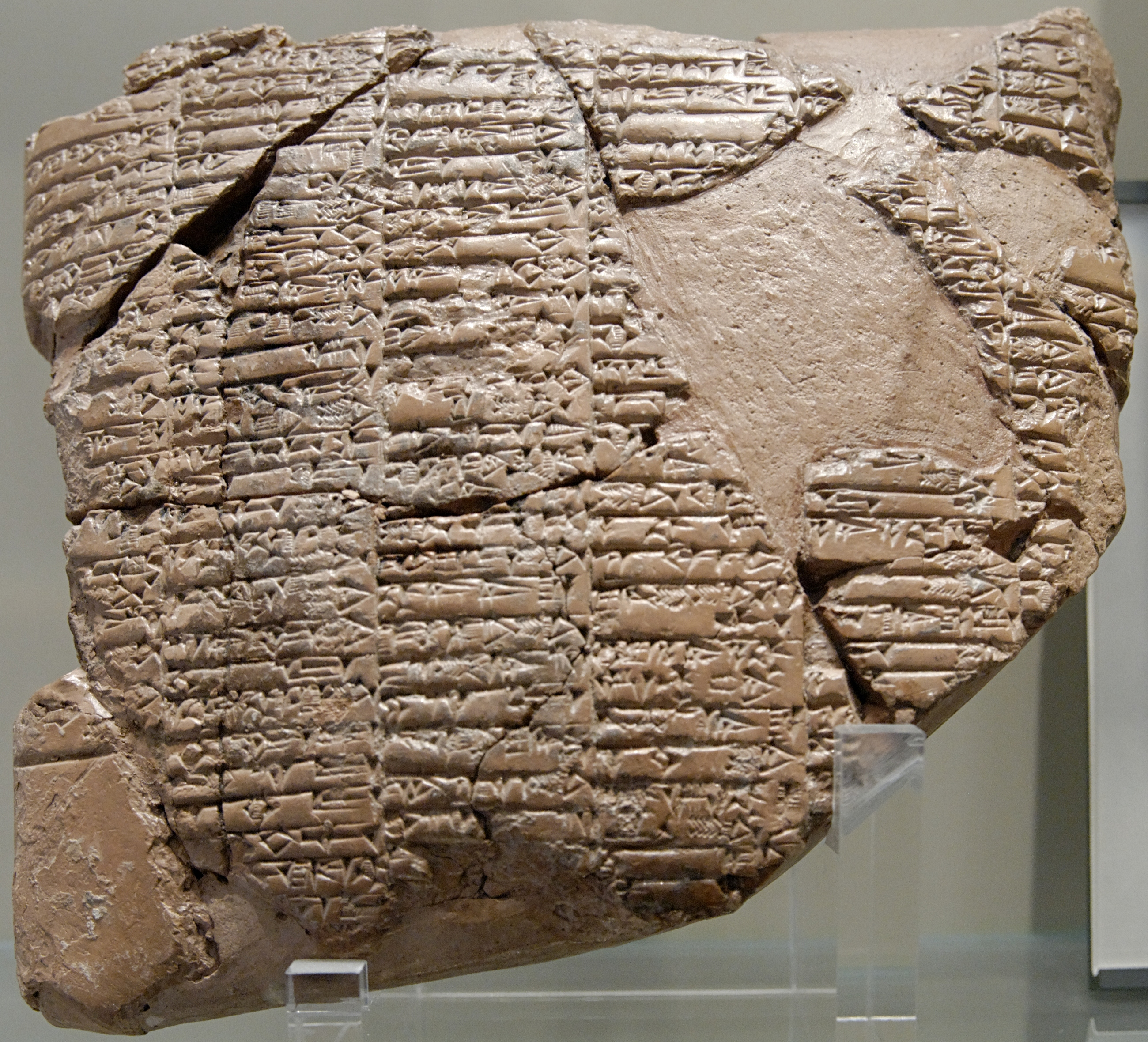
Texte de l'alliance entre Naram-Sin d'Akkad et un souverain d'Awan (Iran actuel), vers 2250 av. J.-C. Musée du Louvre.

Les alliances diplomatiques sont des accords bilatéraux qui reposent comme les autres formes de contrat sur un serment par les dieux, qui engage les deux contractants. Les dieux sont invoqués comme garants des clauses de l'accord et doivent châtier celui qui l'enfreint. La détermination des dieux invoqués est donc très importante lors des tractations conduisant à l'alliance, et ce sont en général les principales figures des panthéons des contractants. La conclusion d'une alliance s'accompagne de rituels de divers types, surtout documentés à l'époque paléo-babylonienne avec des sacrifices d'ânons et des banquets. Ils engagent en général les seuls rois impliqués, et pas leurs successeurs, même si ce second usage se développe dans la seconde moitié du IIe millénaire av. J.-C. Une autre évolution qui se fait à la même période concerne le texte écrit accompagnant le serment : il n'est pas indispensable la plupart du temps, et les plus anciens documents d'alliance sont en fait des protocoles du serment à réciter lors de la conclusion de l'accord, en particulier quand elle se fait à distance car les souverains ne peuvent se réunir. Mais l'écrit prend un rôle plus important, et devient sans doute indispensable au Bronze récent, en particulier en pays hittite : on peut donc parler dans ces cas de « traités » à proprement parler. Les textes sont rédigés en plusieurs exemplaires, dont certains sont placés dans des sanctuaires, pour symboliser l'implication divine dans ces actes. Quant au contenu, on distingue les traités paritaires, entre souverains de rang égal, dont les clauses sont réciproques, et les traités inégalitaires, entre un suzerain et un vassal, le premier dictant au second des conditions qui sont à l'avantage du premier. Les sujets abordés sont souvent de nature politique, en particulier avoir les mêmes amis et les mêmes ennemis, aussi la loyauté indéfectible du vassal envers son supérieur, un devoir d'information. Ils sont aussi de nature militaire, avec des clauses sur l'aide militaire, juridique quant ils concernent la situation des ressortissants d'un pays dans l'autre et la question des extraditions, et parfois commerciale. Les accords se concluent par une liste des divinités garantes du serment, accompagnée dans plusieurs cas par le détail des malédictions auxquelles s'expose celui qui le romprait. Les traités hittites y ajoutent des prologues historiques racontant les événements ayant conduit à la conclusion de l'accord, en arrangeant les faits de sorte qu'ils présentent les Hittites sous un jour avantageux. Les rois hittites réglementent également de manière ponctuelle les relations entre leurs vassaux par des édits, donc des actes unilatéraux,,,.

### Droit des étrangers
Les accords et la correspondance diplomatiques abordent souvent le cas des étrangers, donc d'un sujet d'un royaume résidant ou étant de passage dans un autre. Un principe général est le fait qu'une communauté est responsable d'un crime commis sur son sol contre un étranger, donc un roi peut se voir demander des comptes par un autre roi si un des sujets de ce dernier subit une injustice ou est tué dans son royaume, ou dans celui d'un de ses vassaux. Ces questions concernent en premier lieu les marchands, groupe aux activités « internationales » par excellence à ces périodes. Les caravanes et les navires se voient en principe garantir la sécurité de leurs personnes et de leurs biens, mais l'insécurité est souvent chronique sur les routes d'échanges à longue distance. En cas d'attaques de caravanes et de naufrages de bateaux s'accompagnant de meurtre et de vol, il est demandé que justice soit faite, et aussi des compensations financières. Plus généralement les clauses de nature commerciale abordent la question des marchands résidant dans un royaume étranger et y faisant des affaires avec des locaux, qui peuvent notamment déboucher sur des situations d'endettement. Un autre sujet important est celui des réfugiés politiques et des extraditions, puisqu'il est attendu que deux cours amies n'accueillent pas leurs opposants politiques ou criminels respectifs. Des clauses à ce sujet figurent dans plusieurs traités, et sont impératives dans les accords inégalitaires. D'autres clauses juridiques exigent d'un souverain qu'il rende une justice équitable au cas où un procès oppose dans son pays un de ses sujets à une personne de l'autre royaume. Les marchands assyriens ayant implanté leurs comptoirs en Anatolie y ont même obtenu une forme de statut extra-territorial, qui leur permet de rendre la justice au sein de leur communauté, notamment pour les litiges commerciaux (et accessibles aux Anatoliens),. 

## Postérité
Les droits du Proche-Orient ancien constituent les premiers développements d'un droit écrit et d'une réflexion sur la justice, dont les expérimentations ont manifestement eu une certaine influence sur les droits de la Grèce et de la Rome antiques. Cela se voit par exemples dans le fait que les raisonnements juridiques des plus anciens textes de lois du monde méditerranéen, comme le Code de Gortyne et la Loi des Douze Tables, sont formulés de manière casuistique, comme le sont les recueils législatifs du Proche-Orient ancien. Ceux-ci ont posé les bases d'un raisonnement juridique à partir de cas objectifiés et d'analogies, principes qui se retrouvent dans la jurisprudence moderne,. Certains spécialistes ont également identifié des connexions plus précises sur les manières d'envisager les dommages sur les champs, les peines en cas d'atteintes corporelles contre des hommes libres et des esclaves, les vols, aussi dans le droit de la famille. Mais c'est surtout par le truchement du droit biblique que les droits du Proche-Orient ancien ont eu un écho dans les législations et pratiques juridiques modernes, en particulier en raison de l'influence de la Bible hébraïque sur le droit juif et le droit canon,.

### Sources primaires
- Guillaume Cardascia, Les lois assyriennes, Paris, Le Cerf, coll. « Littératures anciennes du Proche-Orient », 1969
- Marie-Joseph Seux, Lois de l'Ancien Orient, Paris, Le Cerf, coll. « Cahiers Évangile », 1986.
- (en) Martha Roth, Law Collections from Mesopotamia and Asia Minor, Atlanta, Scholars Press, coll. « SBL Writings from the Ancient World », 1997.
- Francis Joannès (dir.), Rendre la Justice en Mésopotamie : Archives judiciaires du Proche-Orient ancien (IIIe-Ier millénaires avant J.-C.), Saint-Denis, Presses universitaires de Vincennes, 2000
- André Finet, Le Code de Hammurabi, Paris, Le Cerf, coll. « Littératures anciennes du Proche-Orient », 2002.

### Civilisations du Proche-Orient ancien
- (en) John Nicholas Postgate, Early Mesopotamia : Society and Economy at the Dawn of History, Londres et New York, Routledge, 1992
- (en) Jack M. Sasson (dir.), Civilizations of the Ancient Near East, New York, Scribner, 1995
- Francis Joannès (dir.), Dictionnaire de la civilisation mésopotamienne, Paris, Robert Laffont, coll. « Bouquins », 2001
- Pierre Bordreuil, Françoise Briquel-Chatonnet et Cécile Michel (dir.), Les débuts de l'histoire : Civilisations et cultures du Proche-Orient ancien, Paris, Éditions Khéops, 2014 (1re éd. 2008)

### Articles synthétiques
- (en) Bruce Wells, « Law and Practice », dans Daniel C. Snell (dir.), A Companion to the Ancient Near East, Malden et Oxford, Blackwell, 2020, 2e éd. (1re éd. 2005), p. 165-179.
- (en) Raymond Westbrook, « Ancient Near Eastern Law », dans Stanley N. Katz (dir.), The Oxford International Encyclopedia of Legal History, Oxford, Oxford University Press, 2009
- (en) Pamela Bartash, « Ancient Near Eastern Law », dans Brent A. Strawn (dir.), The Oxford Encyclopedia of the Bible and Law, Oxford, Oxford University Press, 2015
- (en) Bruce Wells, « Biblical Law - Hebrew Bible », dans Brent A. Strawn (dir.), The Oxford Encyclopedia of the Bible and Law, Oxford, Oxford University Press, 2015
- (en) Bernard M. Levinson et Tina M. Sherman, « Law and Legal Literature », dans Susan Niditch (dir.), The Wiley Blackwell Companion to Ancient Israel, Malden, Oxford et Chichester, Wiley Blackwell, 2016, p. 396-414
- (en) Sophie Démare-Lafont, « Justice I. Ancient Near East », dans Encyclopedia of the Bible and Its Reception, Berlin et Boston, Walter de Gruyter, 2017, col. 1077-1081
- (en) Sophie Démare-Lafont, « Law I. Ancient Near East », dans Encyclopedia of the Bible and Its Reception, Berlin et Boston, Walter de Gruyter, 2017, col. 959-963
- (en) Sophie Démare-Lafont, « Law in the Ancient Near East », dans Bruce Wells (dir.), The Cambridge Companion to Law in the Hebrew Bible, Cambridge, Cambridge University Press, 2024, p. 15-33

### Études spécialisées
- Sophie Démare-Lafont, « Fief et féodalité dans le Proche-Orient ancien », dans Eric Bournazel et Jean-Pierre Poly (dir.), Les Féodalités, Paris, Presses universitaires de France, 1998 (lire en ligne), p. 517-630
- Sophie Démare-Lafont, « Considérations sur la pratique judiciaire en Mésopotamie », dans Francis Joannès (dir.), Rendre la Justice en Mésopotamie : Archives judiciaires du Proche-Orient ancien (IIIe-Ier millénaires avant J.-C.), Saint-Denis, Presses universitaires de Vincennes, 2000 (lire en ligne), p. 15-34
- (en) Raymond Westbrook (dir.), A History of Ancient Near Eastern Law, Leyde, Brill, 2003
- (en) Raymond Westbrook, « Introduction: The Character of Ancient Near Eastern Law », dans Raymond Westbrook (dir.), A History of Ancient Near Eastern Law vol. 1, Leyde, Brill, coll. « Handbuch der Orientalistik », 2003, p. 1-90
- Dominique Charpin, Lire et écrire à Babylone, Paris, Presses universitaires de France, 2008, chap. 4 (« Le geste, la parole et l'écrit dans la vie juridique »), p. 131-159.
- (en) Raymond Westbrook (édité par Bruce Wells et Rachel Magdalene), Law from the Tigris to the Tiber : The Writings of Raymond Westbrook, University Park, Penn State University Press, 2009
- (en) Sophie Démare-Lafont, « Judicial Decision-Making: Judges and Arbitrators », dans Karen Radner et Eleanor Robson (dir.), The Oxford Handbook of Cuneiform Culture, Oxford, Oxford University Press, 2011, p. 334-357
- Dominique Charpin, La vie méconnue des temples mésopotamiens, Paris, Collège de France - Les Belles Lettres, 2017 (ISBN 9782251446714), chap. 2 (« Banques, tribunaux et prisons »), p. 61-83